# Antonio Vivaldi
Antonio  Vivaldi (Velence, 1678. március 4. – Bécs, 1741. július 28.) olasz barokk kori zeneszerző, hegedűs, zenepedagógus, impresszárió és római katolikus pap. Apja, Giovanni Battista Vivaldi a velencei Szent Márk-székesegyház hegedűse volt, valószínűleg ő tanította a fiát hegedülni. Vivaldit a szülei papnak szánták, egyházi tanulmányait 1688-ban kezdte meg. Mivel azonban koraszülött volt, és beteges maradt, nem adták be a velencei szemináriumba, hanem otthon taníttatták. 1703-ban áldozópappá szentelték, de papi hivatását nem sokáig gyakorolta, saját elmondása szerint egészségi állapota nem tette lehetővé, hogy rendszeresen misézzen.
1704-ben a Pio Ospedale della Pietà árvaház tanára lett, és bár a későbbi évek alatt többször került összetűzésbe az intézmény vezetőségével, állását élete végéig megtartotta. A Pietà hangversenyei és zenés miséi a korabeli velencei és külföldi nemesek kedvelt szórakozásai voltak, így Vivaldi több befolyásos uralkodóval, arisztokratával köthetett ismeretséget. 1709-ben bemutatták Velencében Händel Agrippina című operáját, és valószínűleg Vivaldi is látta a bemutatót, s 1710-től már egyre inkább az operaszínpadok meghódításán gondolkozott.
Első operájának bemutatójára 1713-ban, Vicenzában került sor nagy sikerrel, a következő évben már Velencében vitték színre második dalművét. Ezután nem sokkal a velencei Sant'Angelo színház impresszáriója lett, operái pedig hamar meghódították Itália operaszínpadait, néhány év elteltével már Firenze, Róma, Mantova, Milánó színházai is rendeltek tőle operákat. Operaszerzőként egyre nagyobb hírnévre tett szert, Mantovában egy ideig Fülöp hessen–darmstadti herceg szolgálatába is lépett. 1720-ban jelent meg Benedetto Marcello korabeli operaéletet kifigurázó írása, amelynek egyik főszereplője Vivaldi volt. A zeneszerző 1725-ben Rómába utazott, ahol három operáját mutatták be, és valószínűleg XIII. Benedek pápával is találkozott.
1726-tól kezdve operabemutatóinak állandó női főszereplője Anna Girò, aki valószínűleg a Pietà növendéke volt. A lány nővére Vivaldi ápolónője lett, a két nő a mester velencei házában lakott. Ez számos pletykára adott okot, és Tommaso Ruffo kardinális végül ezért tiltotta ki Vivaldit Ferrarából. Az 1730-as években a zeneszerzőt már egyre kevésbé becsülték meg, a Pietà is több fiatal zenészt alkalmazott, végül megvált Vivalditól, aki elhatározta, hogy elhagyja a lagúnák városát. Eladta mindenét, és Bécsbe utazott, ahol VI. Károly császárnak akarta felajánlani a szolgálatait, akivel már korábban találkozott. Az uralkodó azonban hamarosan elhunyt, Vivaldi pedig tovább akart utazni Drezdába, de megbetegedett és meghalt.

## Élete

### A Vivaldi család
A 13. században két genovai tengerész, Ugolino és Vadino Vivaldi az első középkori európaiak között eljutott a Kanári-szigetekre, majd 1291-ben a hajótörésben lelték halálukat. Rajtuk kívül még több Vivaldival is lehet találkozni Itália történelmében: 1410-ben a genovaiak Rafael Vivaldit küldték tartozásuk rendezésére Velencébe, még ugyanezekben az években élt egy prior is, akit Antonio Vivaldinak hívtak. Sőt, 1559–1561 között Girolamo Vivaldinak hívták a genovai dózsét is. A kutatók sokáig a híres zeneszerző családjához kötötték az említetteket, de Emil Paul kutatásai nyomán ma már tudjuk, hogy Antonio Vivaldi családja nem Genovából származott. Vagyis a fentebb említettek csak névrokonai a zeneszerzőnek.
Vivaldi nagyszülei tekintélyes polgárok voltak, és Bresciában éltek. Itt látta meg a napvilágot Giovanni Battista (Giambattista) Vivaldi is, aki tízesztendős korában került Velencébe, anyja oldalán. A lagúnák városában borbélyinas lett, a tanulóévek után egy borbélyműhelyben kezdett el dolgozni. Abban az időben az itáliai borbélyműhelyekben általában tartottak hangszereket is: ezek segítségével tették kellemesebbé a vendégek számára a várakozási időt. Giovanni Battistát érdekelte a zene, megtanult hegedülni, és másodállásban hamar zenészként is elkezdett tevékenykedni. Nem telt bele sok idő, és hamarosan teljesen áttért a zenészi pályára.

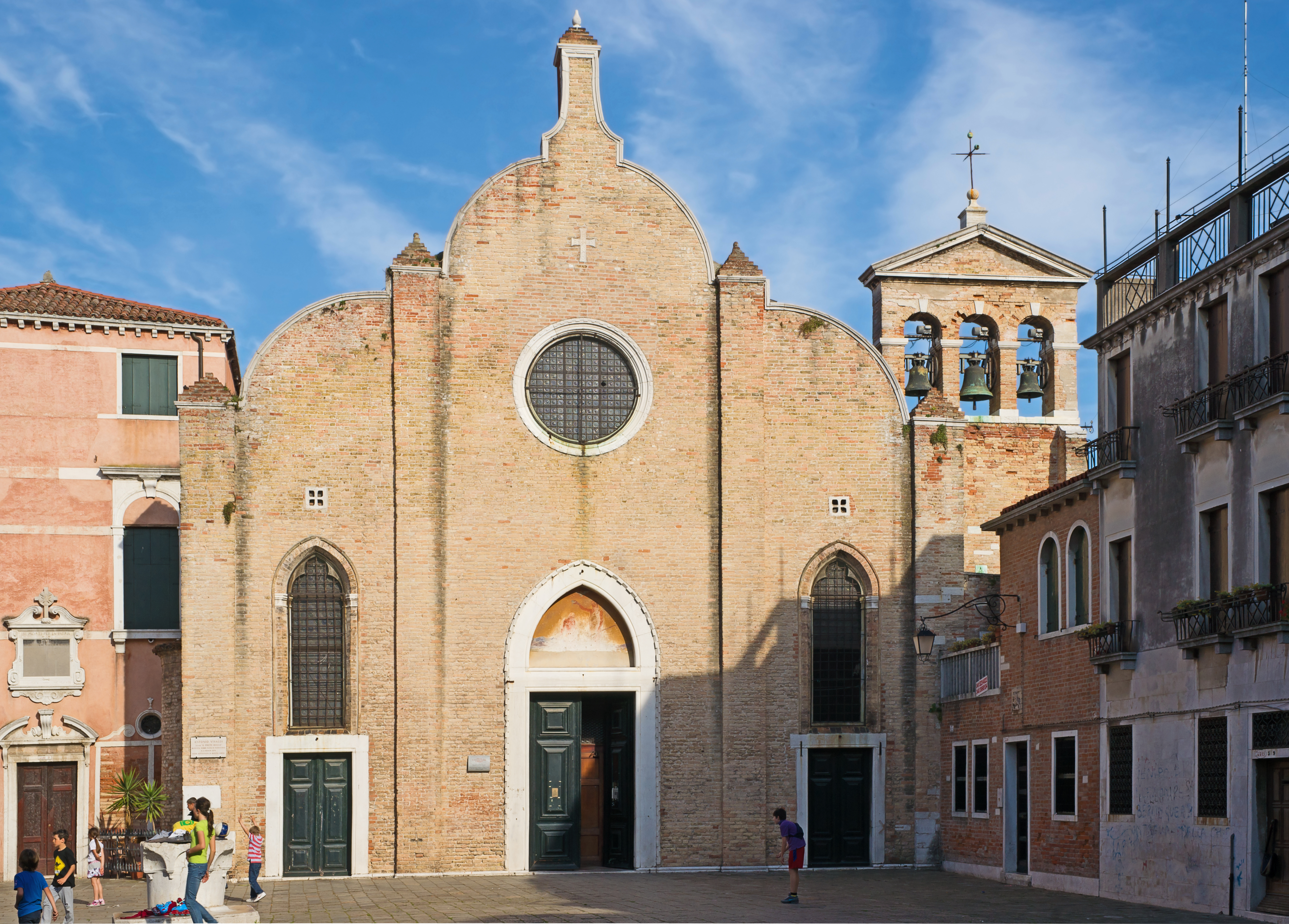
A velencei San Giovanni in Bragora-templom, ahol Vivaldit megkeresztelték

1685-ben részt vett a Sovvegno dei musicisti di Santa Cecilia elnevezésű zenészszövetség alapításában, amelynek elnöke a köztiszteletben álló zeneszerző, Giovanni Legrenzi lett. Legrenzi hamarosan a Szent Márk-székesegyház karnagya lett. Első intézkedései közé tartozott a zenekar kibővítése. Az újonnan szerződtetett zenészek között pedig ott volt Giovanni Battista Vivaldi is. A zenész 1677. augusztus 6-án vette feleségül Camilla Calicchiót, egy velencei szabó lányát.
Első gyermekük, az 1678. március 4-én született Antonio volt. A gyermek koraszülött, beteges és törékeny volt, ezért a szülők igyekeztek mindentől megóvni: még a közeli templomba sem merték elvinni megkeresztelni. Attól féltek, hogy bármelyik pillanatban meghalhat, ezért gyorsan a bábaasszonnyal kereszteltették meg. A templomi keresztelője csak két hónappal később, május 6-án, a San Giovanni in Bragora-templomban volt.
A későbbiek során Vivaldinak három lánytestvére (Margherita Gabriela, Cecilia Maria, Zanetta Anna) és két fiútestvére (Bonaventura Tommaso, Francesco Gaetano) született. Közülük egyik sem lépett zenei pályára, a két fiú, Tommaso és Francesco a borbélymesterséget tanulták ki. A Vivaldi család valószínűleg könnyelmű, temperamentumos és lobbanékony volt. 1721-ben Francescót egy átmulatott éjszaka utáni verekedés miatt száműzték Velencéből. Hasonló történt Iseppo Vivaldival is, aki talán a zeneszerző egy másik rokona volt; ő 1728. november 2-án a nyílt utcán vert meg egy bolti kifutófiút. A tanúk közül az egyik azt nyilatkozta, hogy Iseppo családnevét ugyan nem tudja, de annak a híres vörös papnak a fivére. Jellegzetes, vörös színű haja miatt a zeneszerző gúnyneve volt az il Prete rosso. Az utca embere általában csak így ismerte és emlegette.

### Tanulóévek
Vivaldi zenei tanulmányairól nem sokat sikerült kideríteni. Valószínű, hogy a szülői házban nem voltak ritkák a zenész, énekes, kántor vendégek és a zenélések. Hegedülni az apja taníthatta meg, aki egyházzenei hivatásra szánta fiát. Hamar megismertette vele a templomi környezetet, Antonio tízéves korától már közreműködhetett a székesegyház zenekarában. 1689–1692 között apja átmenetileg nem látta el zenészi teendőit, s ez idő alatt valószínűleg fia helyettesítette.
Régebben úgy gondolták, hogy Legrenzi tanította zeneelméletre, azonban ezt ma már erősen vitatják, mert Legrenzi 1690-ben meghalt. Így Vivaldi még túl fiatal lett volna ahhoz, hogy a mester halála előtti néhány évben leckéket vegyen tőle. De ha arra gondolunk, hogy Mozart vagy Schubert csodagyerekként kezdte pályafutását, akkor ez az elképzelés mégsem olyan valószínűtlen.

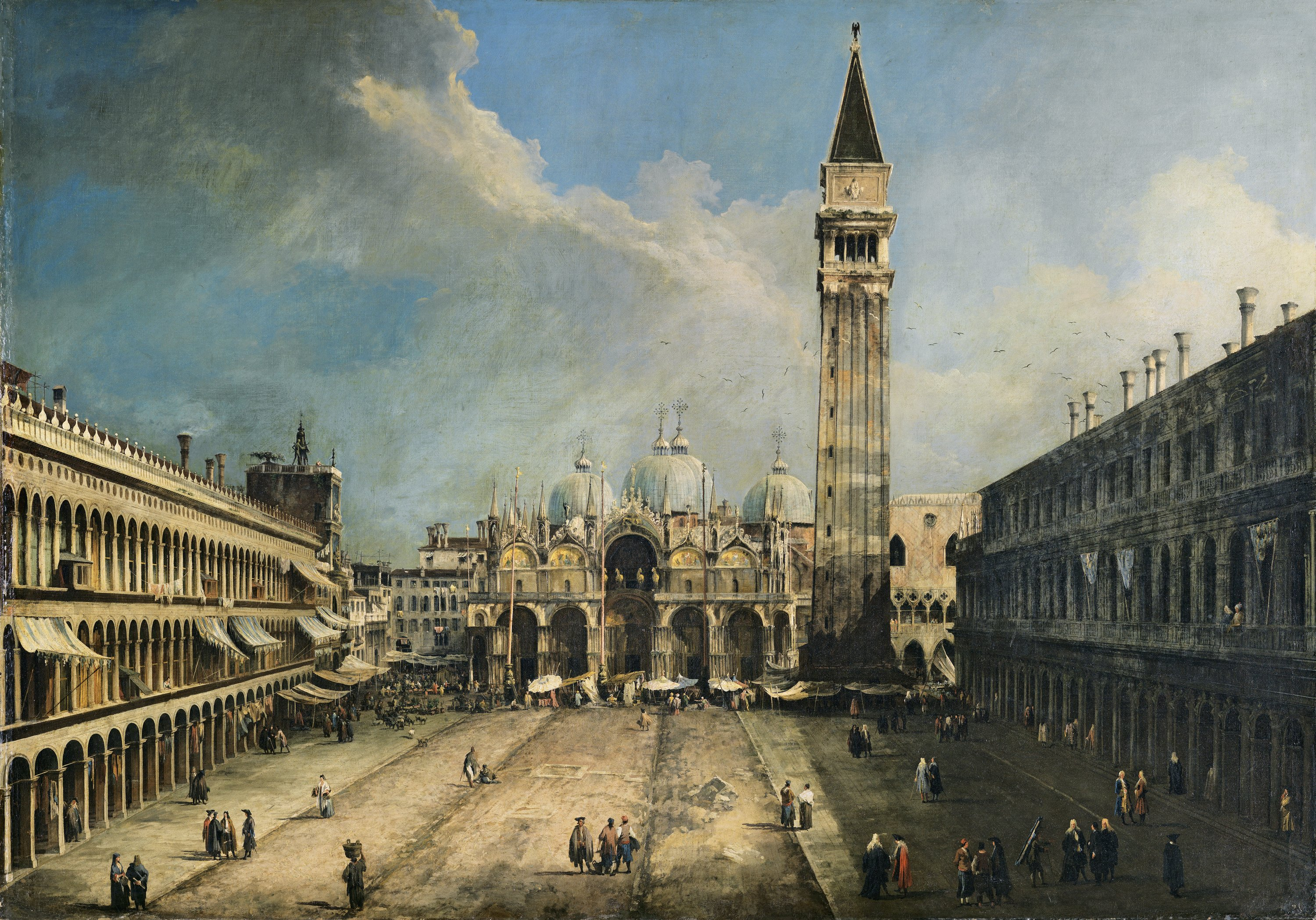
A Szent Márk tér Vivaldi korában, Canaletto (1697–1768) festményén (Thyssen-Bornemisza gyűjtemény, Madrid)

1688-ban Antonio megkezdte papi tanulmányait, de mivel beteges volt, szülei jobbnak látták, ha a fiú nem lép be a Seminario Patriarcale intézményébe, hanem otthon tanul. Vivaldi egészségi állapota ugyanis nem tette volna lehetővé, hogy maradéktalanul eleget tegyen az önmegtartóztatásoknak, a lemondásoknak. Ezenkívül szülei félthették a nevelők vasszigorától is. Velencében nem volt szokás, hogy a papnövendékek otthon nevelkedjenek. Azt nem lehet tudni, végül milyen körülmények között tett eleget a szeminárium a szülők kérésének, ahogy azt sem, kik taníthatták Antoniót. Talán a San Giovanni in Bragora kanonokjai, vagy a San Martino plébánosai foglalkoztak vele.
Giovanni Battista Vivaldi rendszeresen érdeklődött az újabb kottakiadványok iránt, rendre beszerezte a korszak legmodernebb, legkeresettebb szerzőinek műveit. A fiatal Vivaldinak így volt lehetősége autodidakta módon képeznie magát, tanulmányozhatta az egyes zeneszerzők kompozícióit, miközben a papi pályára készült.
1693-ban a zeneszerző az egyházi pálya első fokára lépett: szeptember 18-án a velencei pátriárkától elnyerte a tonzúrát, másnap pedig ostiaróvá (ajtónálló) avatták, ami a szerpapság legalacsonyabb fokozata volt. 1694. szeptember 21-én lettore, azaz felolvasó lett, majd december 25-én elnyerte az esorcista (ördögűző) fokozatot, aztán a következő évben accolito (gyertyavivő) lett, végül 1699. április 4-én a szerpappá szentelés előtti utolsó fokára lépett és subdiaconussá (alszerpap) nevezték ki. 1700. szeptember 18-án diakónussá léptették elő, ezzel elérte a pappá szentelés előtti utolsó fokozatot. Még három év telt el, mire befejezhette egyházi tanulmányait, 1703. március 23-án áldozópappá szentelték.
A diákonussá és a pappá szentelése között a szokásos egy év helyett három telt el. Ezt egyes kutatók azzal magyarázzák, hogy Vivaldi néhány évet Rómában töltött, ahol Corelli tanítványa volt. Korai szonátáiban számos stílussajátosság Corelli technikájának az ismeretére utal. Corelli műveit azonban Velencében is kiadták, így azokat apja kottatárában is megismerhette, és nem maradt fent semmilyen közvetlen bizonyíték arra, hogy Vivaldi valóban Corelli tanítványa lett volna ezekben az években.
A zeneszerző nem folytatta sokáig papi tevékenységét. A misézést nem sokkal felszentelése után abbahagyta, egy későbbi levelében ezt rossz egészségi állapotával indokolta, ami gyakran akadályozta abban, hogy rendesen végigvezesse a misét. Rosszullétei miatt mindig a mise közepén kellett félrevonulnia a sekrestyébe.
Vivaldi betegségét strettezza di pettónak, mellkasi szorulásnak mondta. A kutatók ezt ma egyfajta hörgőasztmával azonosítják. Egyes orvosszakértők szerint a zeneszerző angina pectorisban szenvedhetett.

### A Pio Ospedale della Pietà
Velence évszázadokon át kereskedőváros volt; erődítéses települései révén uralta a keleti kereskedelmet, amiért elsősorban a törökökkel állott állandó hadilábon. Egy ilyen helységben a sok háborúskodás miatt nagy számmal voltak árvák. Az ő gondozásukra már a 14. században árvaházakat alapítottak, amelyek kórházként is működtek. Ezekben az intézményekben rendszeres oktatás, vallásos nevelés folyt. Vallási és pedagógiai okokból is fontos volt az ilyen intézményekben énekkar működtetése, így hamarosan zenei szemináriumok alakultak, ahol a különösebben tehetséges növendékeket éneklésre, zeneelméletre, sőt hangszeres játékra oktatták. Ezeken a szemináriumokon olyan híres mesterek tevékenykedtek, mint Antonio Caldara, Domenico Scarlatti, Johann Adolphe Hasse vagy Baldassare Galuppi.
Velencében négy ilyen intézmény tett szert különösen nagy hírnévre heti rendszerességgel megrendezett hangversenyei, zenés istentiszteletei révén: la Pietà, i Mendicanti, gli Incurabili és l’Ospedaletto, valamennyi leánynevelő intézet volt, ezek vezetői jól profitáltak a hangversenyekből, így sohasem volt ellenük kifogás.

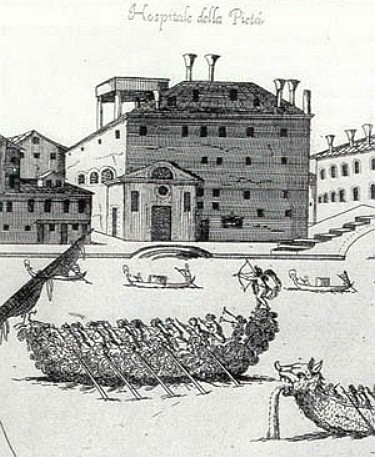
A Pio Ospedale della Pietà korabeli ábrázoláson (Musée Correr, Velence)

Antonio Vivaldi neve 1704-ben olvasható első ízben a Pietà fizetési listáján. Egy évvel korában, 1703 szeptemberében foglalta el első hivatalos állását: a Pietà maestro di violinója (hegedűtanára) lett. Az intézmény miséi és hangversenyei központi helyet kaptak a velencei nemesség és a külföldi látogatók társasági naptárában. Ezért fontos volt a fiatal énekesek és zenészek megfelelő taníttatása, a megfelelő próbamunka, illetve új zeneművek biztosítása.
Az intézmény zeneigazgatója ekkoriban Francesco Gasparini volt, az ő kívánságának tettek eleget, amikor Vivaldi személyében egy megfelelő hegedű- és oboatanárt szerződtettek az intézménybe. Mivel Vivaldi a hegedű- és az oboajáték mellett szinte a kezdetektől tanított viola all’inglesét (angolbrácsa) is a növendékeknek, ezért 1704 augusztusában negyven dukáttal megemelték az amúgy nem túl nagy fizetését, így már évente 100 dukát biztos keresete volt.
A Pio Ospedale della Pietà vezetősége a zeneszerző kinevezését évente meghosszabbította, egészen 1709-ig. Ekkor a második titkos szavazáson a többség Vivaldi további alkalmazása ellen szavazott. Ez csak azért történhetett így, mert az állást egy időre felfüggesztették, valószínűleg takarékossági okokból.
Az intézetben a tanítási struktúrát piramisszerűen szervezték meg. A hierarchia élén az idősebb lányok és nők álltak, akiket két maestro di coro (kórustanár) irányított. Ők voltak a lányok közül a legkiválóbb zenészek, akik közül néhányan az intézet falain kívül is hírnevet szereztek. Vivaldinak sikerült kiforrott előadói gárdát kinevelnie, amely groteszk módon elősegítette saját szerepe feleslegessé válását. Ezt támasztja alá az a tény is, hogy a fúvóstanári állás hosszú időn keresztül betöltetlen maradt, és Vivaldi életében nem neveztek ki más hegedűtanárt se, de csellótanárokat például alkalmaztak.
Vivaldi, Gasparini betegeskedése következtében, hónapról hónapra egyre nagyobb lehetőségekhez jutott az intézetben. Ekkor vette kezdetét rendszeres zeneszerzői munkássága is, zeneműveit a Pietà zenekarával adatta elő. Az 1704–1712 közötti évekre tehetjük Vivaldi első zeneszerzői korszakát. Ezekben az években írta első szonátáit és versenyműveit. A kortárs mesterek közül elsősorban Corelli, Torelli, majd az idő előrehaladtával Albinoni gyakorolta rá a legnagyobb hatást. 1704-ben megjelent zeneműveinek első gyűjteménye: a velencei Giuseppe Sala kiadta op. I-es tizenkét triószonátáját.

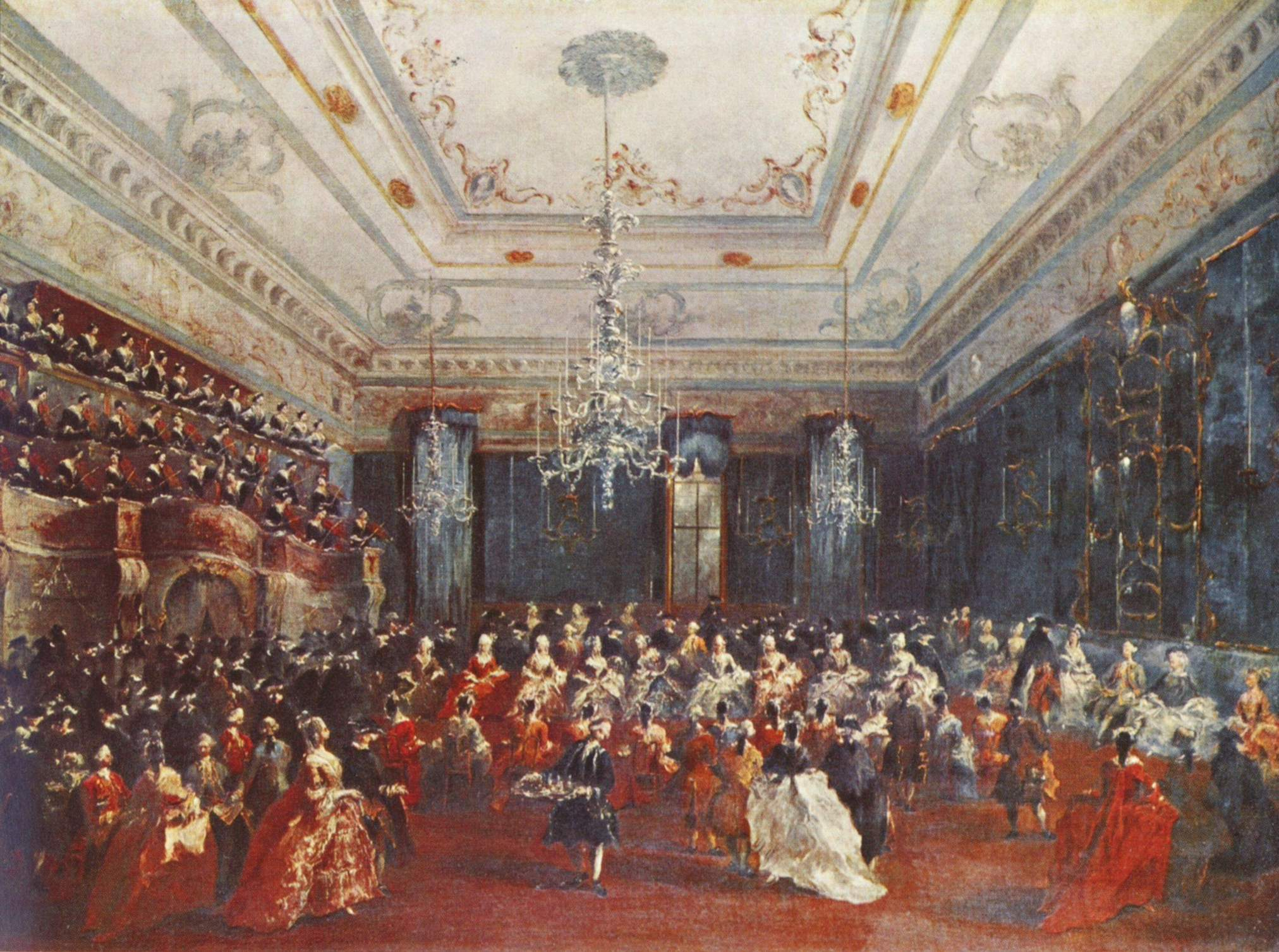
Hangverseny a Pietàban Francesco Guardi (1712–1793) festménye

A darabokat szerzőjük Annibale Gambara velencei arisztokratának ajánlotta. A szonáták később Amszterdamban is megjelentek. A korszakban, ha egy zeneszerző valamire tartotta magát, triószonátákkal bizonyította zenei tudását. Torelli, Corelli és Albinoni is ily módon ajánlotta magát kollégái és a zenekedvelő pártfogók kegyeibe. Vivaldi az op. I-es gyűjteménnyel tette meg első lépését az európai hírnév felé. Valószínű, hogy a gyűjtemény tizenkét darabját korábbi, nagyszámú terméséből válogathatta ki. Egyes zenetörténészek szerint Vivaldi nem kedvelte a triószonáta műfaját, ezért az op. I-es gyűjtemény csupán gyakorlatot jelentett számára. Ezt látszik igazolni az a tény, hogy ezután mindössze egy tucat darabot írt a műfajban.
December 29-én Velencébe érkezett IV. Frigyes, Dánia és Norvégia királya. A király kívánságai között szerepelt a Pietà zenei életének megtekintése is. Másnap délelőtt tizenegykor hallgatta meg az intézmény zenekarának és énekeseinek koncertjét. Az előadást a betegeskedő Gasparini helyett Vivaldi vezette. Az uralkodó tetszését megnyerte a színvonalas előadás, Vivaldi néhány concertójának kéziratát is neki ajándékozta, miután IV. Frigyes személyesen is megdicsérte művészi teljesítményét. Talán ekkor fogalmazódott meg Vivaldiban, hogy később majd művet ajánl a királynak.
Mivel IV. Frigyes nagyon jól érezte magát a lagúnák városában, elhatározta, hogy mindaddig Velencében marad, amíg tart a jég és folytatódik a jégkarnevál. Ennek köszönhetően Vivaldinak maradt elég ideje, hogy elkészítse következő tizenkét szonátás gyűjteményét, és kiadót is találjon rá Antonio Bortoli személyében. Február 26-án Dánia és Norvégia királya ismét ellátogatott a Pietàba. Vivaldinak ekkor nyílt alkalma arra, hogy átadja az uralkodónak a neki ajánlott gyűjtemény egy nyomtatott példányát.
1709-ben bemutatták Velencében Georg Friedrich Händel legújabb operáját, az Agrippinát. A bemutatót Vivaldi is láthatta, sőt az is elképzelhető, hogy tevékenyen részt vett az előadás létrejöttében, ugyanis egy feljegyzés alapján tényként lehet kezelni, hogy egy Pietà-beli énekesnő fellépett a darab bemutatóján. Még az is elképzelhető, hogy Vivaldi személyesen találkozott Händellel.
Ezután még négy évet kellett várni, hogy Vivaldi operaszerzőként is bemutatkozzon a közönségnek. Egyelőre tovább folytatta munkáját a Pietàban. Teendője bőven akadt: a tanítás mellett az ő gondja lett a megfelelő hangszerellátás biztosítása is (húrokat, hegedűket vásárolt az intézet számára). Mindeközben egyre nagyobb hírnévre tett szert. 1709-ből tudomása van a kutatóknak egy drezdai hangversenyről, ahol előadták Vivaldi egyik hegedűversenyét is. Egyébként a korai Vivaldi-kultusz egyik központja Rudolf Franz von Schönborn gróf kastélya volt a pommersfeldeni Wiesentheidben. A család könyvtára számos Vivaldi-kéziratot őrzött meg az utókornak.

### AzOttone in villa
1710-ben Vivaldi már minden erejével azon volt, hogy meghódítsa az operaszínpadokat. A korszak elsősorban a rutinszerű operaszerzőknek kedvezett, akiknek fő céljuk a közönség mindennapi igényeinek kielégítése volt, az új darabokat legfeljebb öt-hat alkalommal adták elő, ha később felújították, a szerzőknek át kellett dolgozni őket.
Az 1600-as, 1700-as években semmi meglepő nem volt abban, hogy papok zenészként és szerzőként közreműködtek egy-egy operaelőadásban. Velencében az egyházzene az operai élettel már azáltal is szoros kapcsolatban állt, hogy az opera kórusai és részben szólistái is, a Szent Márk-székesegyház énekesei közül kerültek ki. Vivaldi már korábban is közreműködhetett egyes velencei operaházak zenekarában, ugyanis ezek nem rendelkeztek állandó együttessel: a zeneigazgatók mindig alkalmilag állították őket össze egy meghatározott időszakra (például karneváli-, tavaszi- vagy feltámadási-, őszi idény).

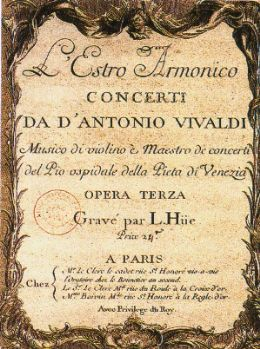
A L'Estro Armonico korabeli címlapja

Domenico Lalli (eredeti nevén Sebastiano Biancardi) 1710 elején érkezett Velencébe. Állítólag váltóhamisításért körözték, és a hatóságok elől menekült a lagúnák városába. Vivaldi ekkor már régóta szövegkönyvírót keresett. Lallival hamar összebarátkozott, és végül az ő munkája lett Vivaldi első operájának a szövegkönyve.
Időközben a Pietà vezetősége az 1709-ben történt elbocsátás után visszavette Vivaldit, de határozat született arról, hogy köteles legalább a nagy ünnepekre, húsvétra és Sarlós Boldogasszony napjára, két misét és két vecsernyét, valamint havonta két motettát írni. Ezenkívül köteles eleget tenni az egyházi és világi főméltóságok kéréseinek is, ha azok újabb zenedarabokat rendelnek tőle. Ezeket a műveket egy könyvben kellett nyilvántartania. Ezenkívül előírták számára, hogy minden nagyobb ünnepen személyesen is jelenjen meg, játsszon orgonán, felügyelje a zenészeket és az énekeseket, illetve tegyen eleget a vendégek egyéb kéréseinek.
Az intézmény vezetői biztosítani akarták jogaikat, így pontosan körülhatárolták Vivaldi kötelezettségeit. A szerződés aláíratásával megszerezték Vivaldi valamennyi újabb zenedarabjának előadási jogát. 1712-ben Vivaldi úgy érezte, hogy szűk neki a Pietà négy fala. A lányok tanítása, zenekaruk vezénylése nem elégítette ki. Az intézmény vezetősége végül megengedte a mesternek, hogy egy hónapra eltávozzon, „tehetségének gyakorlása céljából”.
Közben az amszterdami Estienne Roger megjelentette Vivaldi L’Estro Armonico című, tizenkét koncertből álló gyűjteményét. Roger kiváló érzékkel szimatolta ki a fiatal tehetségeket, és kapcsolatai révén rendszeresen tájékozódott az itáliai zenei életről is. Így történhetett, hogy ő volt az első, aki Vivaldi-versenyműveket adott ki. A gyűjtemény jó példa arra, hogy a zeneszerző miként őrizte meg a régit, miközben már az újabb zenei megoldások felé tájékozódott. Korábbi feljegyzéseiben utalt arra, hogy minden korábbi, nyomtatásban megjelent munkája ráfizetéssel járt számára, de a L’Estro Armonico már hasznot is hozott.
Francesco Santurini a város egyik neves színházának, a Marcello és Capello családok tulajdonában lévő, San(t’) Angelónak volt az impresszáriója. Vivaldi a családdal már korábban is kapcsolatba kerülhetett, majd 1713-ban átadta nekik a színház vezetését. Nem tudni, mi okból döntött így, talán idős emberként belefáradt már a zenés színház igazgatásába. Vivaldi így Santurini utódja lett mint zeneszerző és impresszárió, aki mindenért felelt. Santurini 1676-ban hét évre bérelte ki a színházat, majd a bérleti szerződés lejárta után nem adta vissza az épületet a jogos tulajdonosainak. Ha Vivaldi a színház élén akart maradni, ő sem tehetett mást, mint hogy folytatta a harcot Marcello és Capello családokkal.
A zeneszerző a Pietàban kapott egy hónapos szabadságát használta fel arra, hogy megkezdje a működését, mint világi hegedűművész és operaszerző. A szabadságra azért is volt szüksége, mert első operáját Vicenzában készültek színre vinni. A város színháza nem volt megfelelően felszerelve, így Vivaldinak sok tennivalója akadt. Végül 1713. március 17-én bemutatták első operáját, az Ottone in villát (Ottone nyári rezidenciáján).

### Vivaldi kettős élete
Első operája bemutatójával kezdetét vette a zeneszerző kettős élete. Színházi emberként igyekezett a lehető legnagyobb hasznot húzni operáinak bemutatóiból. A színház világában üzletemberként viselkedett: levelezett, szervezett, erőszakoskodott, kockáztatott, és nem egyszer nagy hasznot vágott zsebre. De a pedagógus Vivaldi arca egészen más volt. A kutatók 1713-tól kezdve különös ingadozás jeleit fedezték fel a Pietà-beli munka és operaszerzői élete között.
Az első egyhónapos szabadság lejárta után Vivaldi újból és újból szabadságokat, eltávozási időt kért az intézmény vezetőitől. Érdekes módon azonban mindig visszatért a Pietàba, és ha szorult a nyaka körül a hurok, mindent megtett annak érdekében, hogy ne tegyék ki a szűrét az intézetből. Egyes életrajzírói ezt azzal magyarázzák, hogy a színházi életben nyert lehangoló tapasztalatok után a Pietà csendes és meghitt légköre mindig pihentetőleg hatott rá. Közben az intézményben megnőttek a lehetőségei is: Gasparini ezekben az években kért hosszabb betegszabadságot, amiről már nem is tért vissza. Halálával Vivaldi hivatalosan is házi zeneszerzővé lépett elő. Meglepő, hogy ezután nem őt nevezték ki a zeneiskola vezetőjévé is. Ennek talán ingadozó egészségi állapota volt az oka, de az is elképzelhető, hogy alkalmatlannak találták a számos ellenőrzési és adminisztrációs teendővel járó poszt betöltésére.
Vivaldit az operakomponálás azért is vonzhatta, mert lehetőséget biztosított számára, hogy elsajátíthassa a nagyobb zeneművek kifejezési eszközeit. Ezt támasztja alá az a tény is, hogy Gasparini halála után olyan műfajhoz is hozzányúlt, amely előtte nem vonzotta: az Ospedale della Pietà koncertjein hamarosan egy Vivaldi-oratórium is felcsendült. A művet 1714-ben mutatták be, a zeneszerző feltehetően Jacopo Cassetti latin szövegére komponálta. Sajnos ennek a Moyses deus pharaonis címet viselő darabnak csak a szövegkönyve maradt fent.
A vicenzai operabemutatóra felfigyelhettek a velenceiek is. Meglephette őket, hogy az addig hangszeres zenét komponáló Vivaldi milyen hamar otthonosan mozgott a színház világában. A zeneszerző tisztában volt azzal, hogy újabb operája velencei bemutatóján áll vagy bukik minden. A bemutató színhelyéül a San Angelo Színházat választotta, amelyhez egészen utolsó operájának a bemutatásáig hű maradt.
Az új művet Orlando finto pazzo címmel 1714. november 10-én mutatták be, és a velencei közönségnek tetszett a régi-új zeneszerző operája.

### Az operaszerző és impresszárió
Vivaldi ezután még jobban buzgólkodott mint operaszerző és mint az előadások szervezője. A bemutatók körüli kétségeket egyszerűen oszlatta el: ha sok volt a bemutatók körüli bonyodalom, a saját költségén rendezte az előadásokat. Az Orlando után már a következő évben színpadra vitte újabb operáját Nerone fatto Cesare (Néró császár lesz) címen. 1716-ban aztán mindjárt három opera is kikerült Vivaldi tolla alól: a La Costanza trionfante degli Amori e degl' Odii (Az állhatatosság győzelme szerelmen és gyűlöleten), az Arsilda, regina di Ponto (Arsilda, Pontus királynője) és a L’incoronazione di Dario (Dareiosz megkoronázása). Az Arsilda bemutatóját áldozócsütörtökre tervezte, de a cenzúra kifogásolnivalót talált a szövegkönyvben, így az előadás végül meghiúsult. A La Costanza ősbemutatójára egy új színházat nyert meg operáinak Vivaldi: a San Moisèt. A darab sikert aratott, és két év múlva a szerző átdolgozta a művet a felújítás számára, új címet is adott neki: Artbano Re de’Parti (Artabanus, a partusok királya). A darabot 1726-ban Münchenben, 1718-ban pedig – feltehetően – Hamburgban is előadták. Közben napvilágot láttak Vivaldi újabb hangszeres opusai is, többek között az op. 6. hat szonátája.

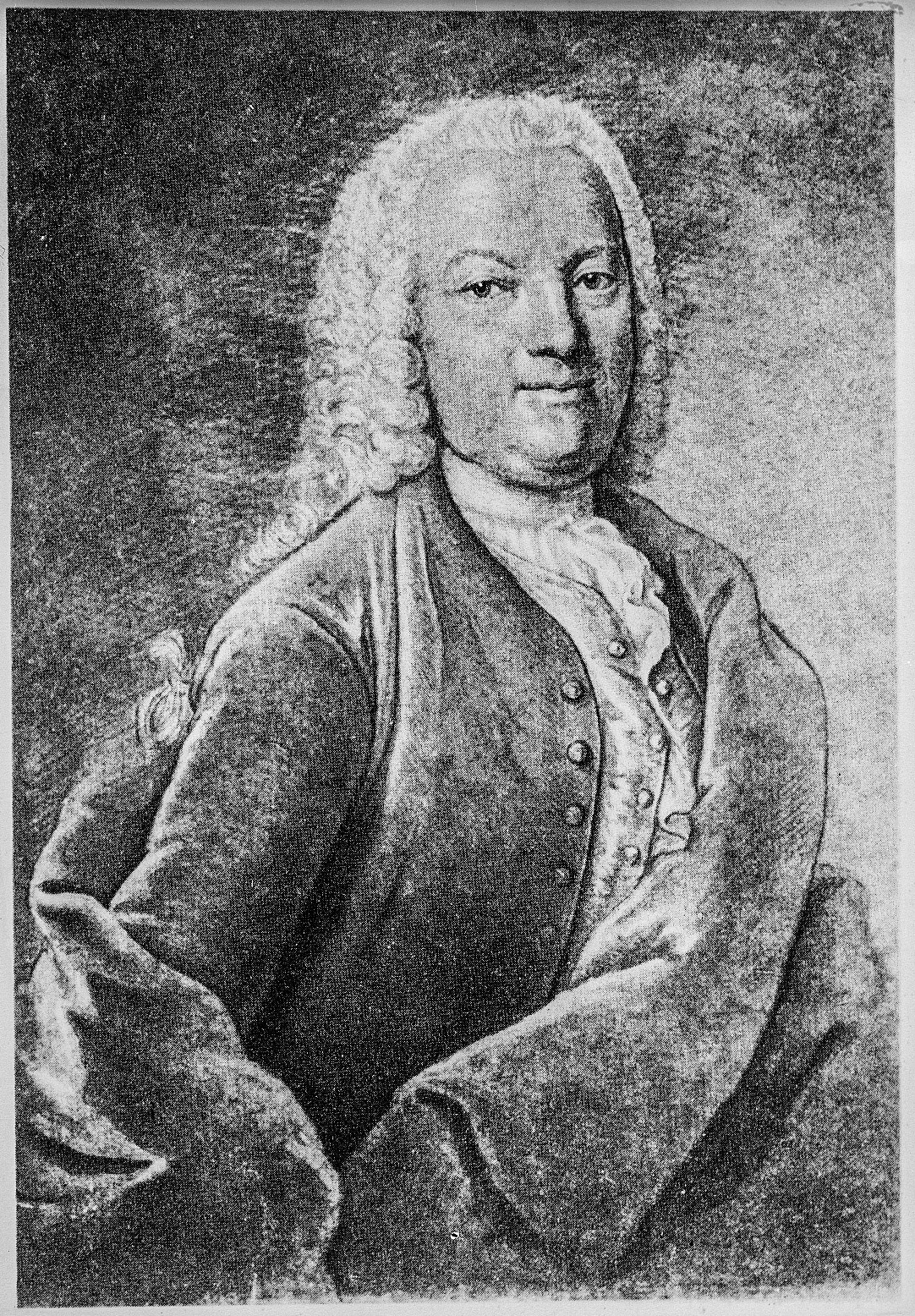
Johann Georg Pisendel

Áprilisban magas rangú vezető érkezett Velencébe: III. Erős Ágost szász választófejedelem és lengyel király. Kíséretében volt Johann Georg Pisendel német hegedűművész, aki elsősorban azért érkezett a városba, hogy megismerkedhessen az itteni muzsikusokkal. Természetesen felkereste az ekkor már európai hírnévre szert tett Prete rossó-t, vagyis Vivaldit, aki szívesen fogadta. Koncerteket, szonátákat, sinofiákat írt német kollégájának, aki nyilván busásan megfizette fáradalmait.
Október 10-én megérkezett a cenzúra jóváhagyása az Arsilda kapcsán, így végül minden akadály elhárult a bemutató elől, amelyre a San(t’) Angelóban került sor. Az 1716-os évben Vivaldira még egy nagy feladat várt: megbízást kapott a korfui győzelem hivatalos megünneplésére rendezett ünnepségen előadandó oratórium komponálására. Augusztus 7-én a cenzúra kibocsátotta az engedélyt a darab előadására. Így a Pietà falai között felcsendülhettek a második Vivaldi-oratórium, a Juditha Triumphans dallamai is.
A zeneszerző ezzel a művével érte el alkotói pályájának csúcsát. Elérkezettnek látta az időt, hogy további zenei újításokat próbáljon ki: az Albinoni által kikísérletezett concerti à cinque típusú versenyműveket kezdett el írni. Amszterdamban időközben elhalálozott Estienne Roger, de a lánya Jeanne tovább vitte a családi vállalkozást, és amikor Vivaldi előállt új hangvételű műveivel, hajlandónak mutatkozott kiadni őket. A zeneszerzőnek így gyors egymásutánban két versenymű-gyűjteményét is publikálálták: elsőként az op. 6-ost, majd az op. 7-est. Az 1716–1717-es év fordulóján színpadra került a Sant’Agnelóban a L’Incoronazione di Dario.
A darab librettóját Adriano Morselli írta, aki úgy húsz esztendővel korábban volt divatos librettista Velencében. Vivaldi azért választotta legújabb operája szövegkönyvéül az ő egyik régi szövegét, mert Morselli ekkor már nem élt, és a halott írónak egyetlen dukátot sem kellett fizetnie a szövegkönyvért. A librettó azonban akkoriban már kiment a divatból, elavult volt, így átdolgozásra szorult, de hogy kivel végeztette el a zeneszerző a szöveg kiigazításait, azt nem lehet tudni. A Darió-ban Vivaldi megpróbált egy újszerű operastílust kikísérletezni, de a szereplők gyatra teljesítménye miatt ez nem sok mindenkinek tűnt fel akkoriban.
Az 1717–1721 között eltelt négy évben a zeneszerző szinte teljes egészében az operaszerzésnek és a színházi életnek szentelte magát. De azért közben dolgozott az op. 7-es gyűjtemény híres koncertjein is. 1717 őszén máris új Vivaldi opera bemutató zajlott a Teatro San Moisè falai között. A Tieterberga című darabnak azonban csak a szövegkönyve maradt fent. A szerző következő operáját is a Teatro San Moisèben vitték színre, az 1718-as karneváli szezonban Artabano Re de’Parti címen, ami tulajdonképpen az La Costanza trionfe degli Amori e degli Odii átdolgozása volt.
Vivaldi operaszerzői hírneve egyre erősödött: operái szép lassan meghódították a nagyobb itáliai városok operaszínpadát, majd Európa más részeibe is eljutottak. A Velencén kívüli operaházak közül először a firenzei Teatro della Pergola kért tőle operát. A Scanderbegh (Szkander bég) bemutatójára június 22-én került sor, Firenzében. La Costanza trionfante különösen nagy népszerűségnek örvendett, ezt több itáliai színházban is bemutatták. A Velencében 1716-ban bemutatott operát – egyébként – Vivaldi a müncheni udvarnak ajánlotta. Lehetséges, hogy az opera müncheni bemutatója alkalmával Vivaldi maga is a bajor fővárosba utazott, de erre vonatkozólag nem maradtak fent dokumentumok. Az 1719-es karneváli szezonban azonban ismét a velencei Teatro San Moisè a legújabb Vivaldi opera bemutatójának a helyszíne. A zeneszerző ezúttal egy, már előtte és utána is sokak által feldolgozott témához nyúlt: Armida történetéhez.

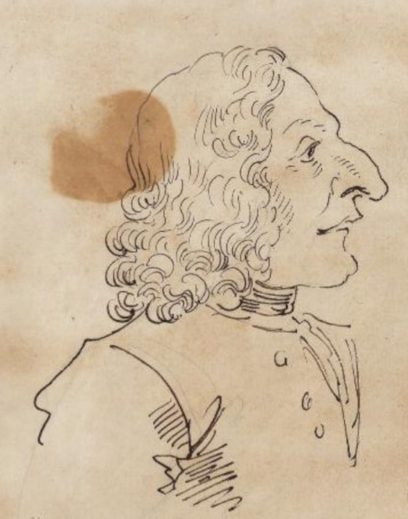
Korabeli karikatúra Vivaldiról

Közben Vivaldi Mantovába szerződött, a zenerajongó Fülöp hessen–darmstadti herceg szolgálatába. Ez természetesen nem járt együtt a városban történő helyben lakással: a zeneszerző feladata csak az volt, hogy concertókat, esetleg egyházzenei műveket komponáljon Hessen-Darmstadt birodalmi grófjának. A Vivaldi-kutatók körében sokáig vita tárgyát képezte, hogy mikor is lépett a zeneszerző a mantovai udvar szolgálatába. Eleinte úgy gondolták, hogy az 1720-as évek elején, aztán Remo Giazotto kutatásai révén több olyan dokumentum is előkerült, amely bebizonyította, hogy Vivaldi már 1718-ban Fülöp herceg szolgálatában állt, majd két év múlva már ismét Velencében tartózkodott. Ezt bizonyítja a mantovai évek alatt született egyik kantátájának ajánlása is: Monsignore Di Bagno, Mantova püspökének dicsőségére – a püspököt ugyanis a következő évben érsekké nevezték ki.
Elképzelhető, hogy a zeneszerző a Mantovában eltöltött hónapok alatt ismerte meg Anna Girò énekesnőt, aki később operáinak rendszeres szereplője, személyi titkára és valószínűleg szeretője is volt. Az mindenesetre tény, hogy a Fülöp hercegnél betöltött udvari karmesteri cím nagy jelentőségű volt, és ezt a kinevezést tekinthetjük a muzsikus karrierje megkoronázásának.
1720-ban már egyik operáját is színpadra állították Mantovában: a karnevál idején, a Teatro Arciducaléban zajlott le a La Candace, o siano Li Veri Amici (Candace, vagy az igaz barátok) ősbemutatója. A zeneszerző valószínűleg ezzel az operával zárta le a városban eltöltött időszakát.
Mindeközben Vivaldi a Pietà számára is szorgalmasan írogatta az új darabokat. Ekkorra már széles körű csellóoktatás is folyt az intézményben, ez vehette rá arra, hogy nagy számban komponáljon csellóműveket, pedig ebben a korban a hangszernek még nem volt nagy becsülete. Ősszel újabb operabemutatója volt, de ezúttal már Velencében. A La verità in cimento (Az igazság harcosa) című darabját még Fülöp hercegnek ajánlotta, de már a Sant’Angelóban vitte színre. Ezután nem sokkal még egy harmadik Vivaldi-operabemutatóra is sor került az esztendőben.

### Benedetto Marcello szatírája a velencei színházról
Benedetto Marcello (1686–1739) velencei zeneszerző 1720 vége felé egy szatirikus pamfletet jelentetett meg névtelenül Il teatro alla moda címmel, amelyben a kor operaéletét állította pellengérre. A szerző annak a Marcello családnak volt a tagja, amelynek a birtokában volt a Vivaldi által igazgatott Sant'Angelo színház. A Marcello és Capello család többször is megpróbálta a törvény eszközeivel visszaszerezni jogaikat színházuk felett. Elsősorban a bérleti díj nem fizetése miatt perelték Vivaldit, aki ekkor már erről az elemi kötelezettségéről is megfeledkezett. Ennek ellenére Benedetto Marcello Il teatro alla moda című írása nem személyes támadás volt Vivaldi ellen. Nyíltan nem is szerepelt benne a szerzők, impresszáriók és énekesnők neve. De anagrammatikus név-elváltoztatásaival a szerző egyszerre rejtette el, ugyanakkor fedte fel szatírájának célpontjait. A mű címlapján egy hegedülő angyal a lábával kormányoz egy csónakot, fején a papok jellegzetes fejfedőjével. A csónakban élelmiszer-rakomány van, amin egy kis medve ugrál zászlót lengetve. 1930-ban Gian Francesco Malipiero rábukkant a szatíra egy korabeli példányára, amelynek címlapján valaki beazonosította az angyalt.
Eszerint Marcello az Aldiviva névvel Antonio Vivaldit jelölte, ezenkívül a szövegben több célzás is található a Sant'Angelo igazgatójára, aki ekkoriban szintén Vivaldi volt. Az, hogy a zeneszerző egy év alatt három operát is bemutatott, valamint egy színházi szatírának is a főszereplője lett, nem bizonyít mást, minthogy Velence színházi életében Vivaldi az eltelt nyolc év alatt jelentős pozícióra tett szert sikerei révén. Azonban hiba volna, ha a szatírában a zeneszerzőről mondottakat egyenesen Vivaldira vonatkoztatnánk.

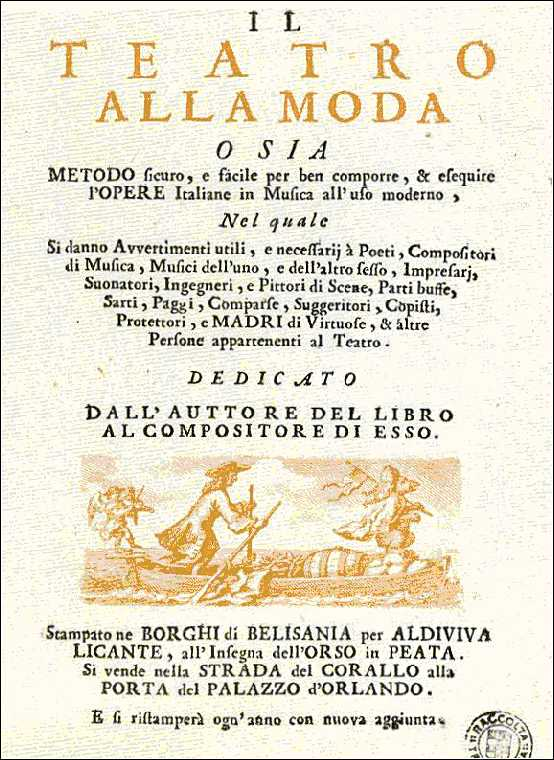
Az Il teatro alla moda címlapja

Marcello könyve ugyanis az egész operaéletet érintette, a korszak modernisztikus-sznobisztikus művészeti áramlataival együtt. A szövegíróról értekezve például megjegyzi, hogy az lehetőleg ne ismerje az antik drámaírók és költők műveit, de műve előszavában sűrűn hivatkozzék rájuk, illetve értekezését fejezze be azzal, hogy mélyen megtisztelve csókolja Őexcellenciája kutyájának lábán a bolhaugrásokat. Az utolsó gondolatok egyértelműen Vivaldira utaltak, aki op. 2. gyűjteményének előszavában a következőket írta: „Ön leszállt a trónusról, és ez a leereszkedés lehetővé tette fenségednek, hogy megvigasztalja azt, aki mélyen meghajolva méltatlannak érzi magát arra, hogy trónjának akár legalacsonyabb lépcsőfokát megcsókolja.”
A szatíra legrészletesebb része az énekesnőkről és kasztráltakról szól, de sor került a zenészekre is, akik egymásra és a vezető szólamra való tekintet nélkül adják elő díszítéseiket. Ezután következnek a táncosok, a néma szereplők, a súgók, egyszóval az operaház népes személyzetéből senkit sem kímélt a szerző. Az igazgatónak azt tanácsolja, hogy ha a mű bemutatója 12-én lenne, akkor elég, ha a zeneszerzőnek negyedikén ad megbízást. A szöveg egészéből az derül ki, hogy Marcello célpontja nem annyira Vivaldi, mint inkább annak tehetségtelenebb pályatársai voltak. Az Il teatro alla moda minden túlzása ellenére hitelesen ecseteli a korabeli színházi viszonyokat, amelyek között Vivaldi is dolgozott.
A zeneszerző gyors egymásutánban ontotta magából az operákat. A megfeszített munkatempó azt eredményezte, hogy a darabok színvonala egyenetlen lett. Vivaldi a megbízásoknak mindig sietve igyekezett eleget tenni, olykor közvetlenül az előadás előtt is még hozzátoldott valamit művéhez, illetve esetenként mások áriáiból ollózta össze a darab nagy részét.
Ennek tulajdonítható, hogy a sikerek ellenére Vivaldi színpadi művei meglehetősen vegyes fogadtatásban részesültek. A korabeli beszámolók között feltűnően sok az elmarasztaló, vagy éppen az erősen visszafogott hangvételű. Ez azért különös, mert bár operái nem érik el a kortárs vezető komponistái, Händel vagy Scarlatti műveinek színvonalát, de semmivel sem maradnak el a korabeli átlagtól, és a közönség mindig nagy lelkesedéssel fogadta őket.
A probléma az lehetett, hogy operaszerzőként Vivaldi nem tanúsított kritikus magatartást, nem tartotta szükségesnek újításokkal kísérletezni. Ugyanakkor hangszeres zeneszerzőként valóságos zenei forradalmat indított el új eszközöket és szerkezeti megoldásokat alkalmazó concertóival és szonátáival. Ezért, amikor elkezdett operákat írni, a kritikusok többsége valami rendkívülit várt, amit nem kapott meg. Ennek az lett az eredménye, hogy több korabeli zenész is rásütötte Vivaldira a hangszeres komponista bélyegét. Talán ez is szerepet játszott abban, hogy Marcello szatírájának egyik főszereplőjévé tette meg őt.

### Római utazás

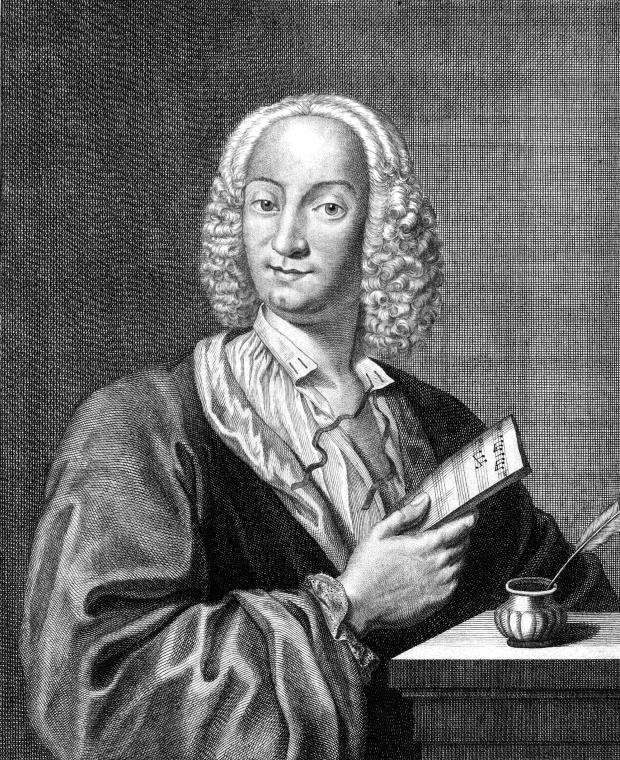
Vivaldi 1725-ben

1721-ben Milánóból, Erzsébet Krisztina császárné születésnapjára rendeltek operát Vivalditól, aki a La Silvia augusztus 26-i bemutatójára a városba is utazott. Aztán visszatért Velencébe, hogy a szokásos karneváli operabemutatót levezényelje a Sant'Angelóban. Ezután 1722-ben Rómába utazott, és egészen 1725-ig itt is tartózkodott. E három év alatt a Capranica színház három operáját mutatta be: 1722. február 7-én a Ercole sul Termodonte (Héraklész Termodontoszon), 1724-ben a karneváli szezonban az Il Giustino és a Tigrane bemutatójára került sor. Ezenkívül azonban nem sok biztos adat maradt fent római tartózkodásáról.
Fernando Manno velencei követ, az Ercole bemutatója utáni este, fényes ünnepséget rendezett a házában, amelyen Vivaldi is megjelent. Valószínű, hogy a zeneszerző római tartózkodása alatt minden egyes társasági meghívásnak eleget tett. Minél több oldaláról szeretett volna bemutatkozni, ezért dalszerzésre is vállalkozott. Egy bizonyos Barbieri jezsuita pap verseinek a megzenésítésért szép fizetséget kapott. A jezsuita a pápai levelek bizottságának a tagja volt. Vivaldi a hasonló ismeretségektől remélte, hogy találkozhat a pápával. Erre azonban várnia kellett.
XIII. Ince pápa ezekben a hónapokban már súlyos betegségben szenvedett. Közben a Pietà is hallatott magáról: július másodikán a zeneszerző értésére kívánták adni, hogy rendezni szeretnék szolgálati viszonyát. Az is elképzelhető, hogy a zeneszerző ekkor egy rövid időre visszautazott Velencébe. Az intézmény vezetősége határozott arról, hogy elengedhetetlen a Pietà jó hírnevének a fenntartásához, hogy Vivaldi legalább havonta két hangversenyen személyesen is fellépjen az intézmény zenekarával. Ezenkívül művenként egy zecchino díjat ajánlottak a zeneszerzőnek, azzal a feltétellel, hogy ha Velencében tartózkodik, akkor köteles előadásonként három vagy négy próbát személyesen vezetni. Ezzel egyidejűleg azonban engedélyezték neki a szabad eltávozást is. Ezt a pontot valószínűleg Vivaldi erőszakolta ki.
Eközben XIII. Ince pápa elhalálozott. Utódja IX. Kelemen lett, aki korábban librettóíróként is bemutatkozott a közönség előtt. Hogy az új pápa végül fogadta-e Vivaldit, arról nem lehet semmi biztosat tudni. 1725-ben meghirdették a szent évet, s ez alkalomból zárva maradtak a színházak. De Vivaldi ekkor sem maradt tétlen. Kihasználta, hogy újabb versenyműveket komponáljon, tanítványokat vállalt és ismeretséget kötött. Baráti viszonyba került többek között Guido Bentivoglio márkival, aki ígéretet tett neki, hogy meghívja Ferrarába, és operáit ott is színre viheti. Aztán elérkezett a tavasz, és a zeneszerző visszautazott Velencébe.

### A Girò nővérek
1725 végén Vivaldi publikálta legújabb versenyműgyűjteményét, Il cimento dell'armonia e dell'inventione (op. 8) címen. A gyűjtemény érdekessége, hogy az egyes koncerteket a zeneszerző programcímekkel látta el: La Tempesta di Mare (A tengeri vihar), La Caccia (A vadászat), Il Piacere (A gyönyörűség), Il Riposo (A nyugalom), Il Ritiro (A magány), de a kiadvány darabjai között található Vivaldi talán legismertebb versenyműsorozata a Le Quattro Stagioni (A négy évszak) is. A Le Quattro Stagioni nem csak az egyes versenyművek címadása miatt számít a programzene előfutárának: a sorozat négy versenyműve egy-egy szonettel kezdődik, amely a concertókban ábrázolt képeket vázolja fel. A verseket feltehetően maga Vivaldi vetette papírra.
A Le Quattro Stagioni már a zeneszerző életében is hihetetlen népszerűségre tett szert, és hamar utánzókra talált, valamint számos átiratot is készítettek belőle.
Ezután Vivaldi gyors ütemben folytatta tovább az operakomponálást. Az 1726-os évben sem maradhatott el a szokásos, évi karneváli operabemutató, sőt ebben az évben három Vivaldi operabemutató is lezajlott a karneváli szezonban, mindhárom a Sant'Angelo falai között. A bemutatott művek címei a bemutatásuk időrendjében a következők: Gunegonda, La fede tradita e venedicata (Az elárult és megbosszult hit), Farnace.

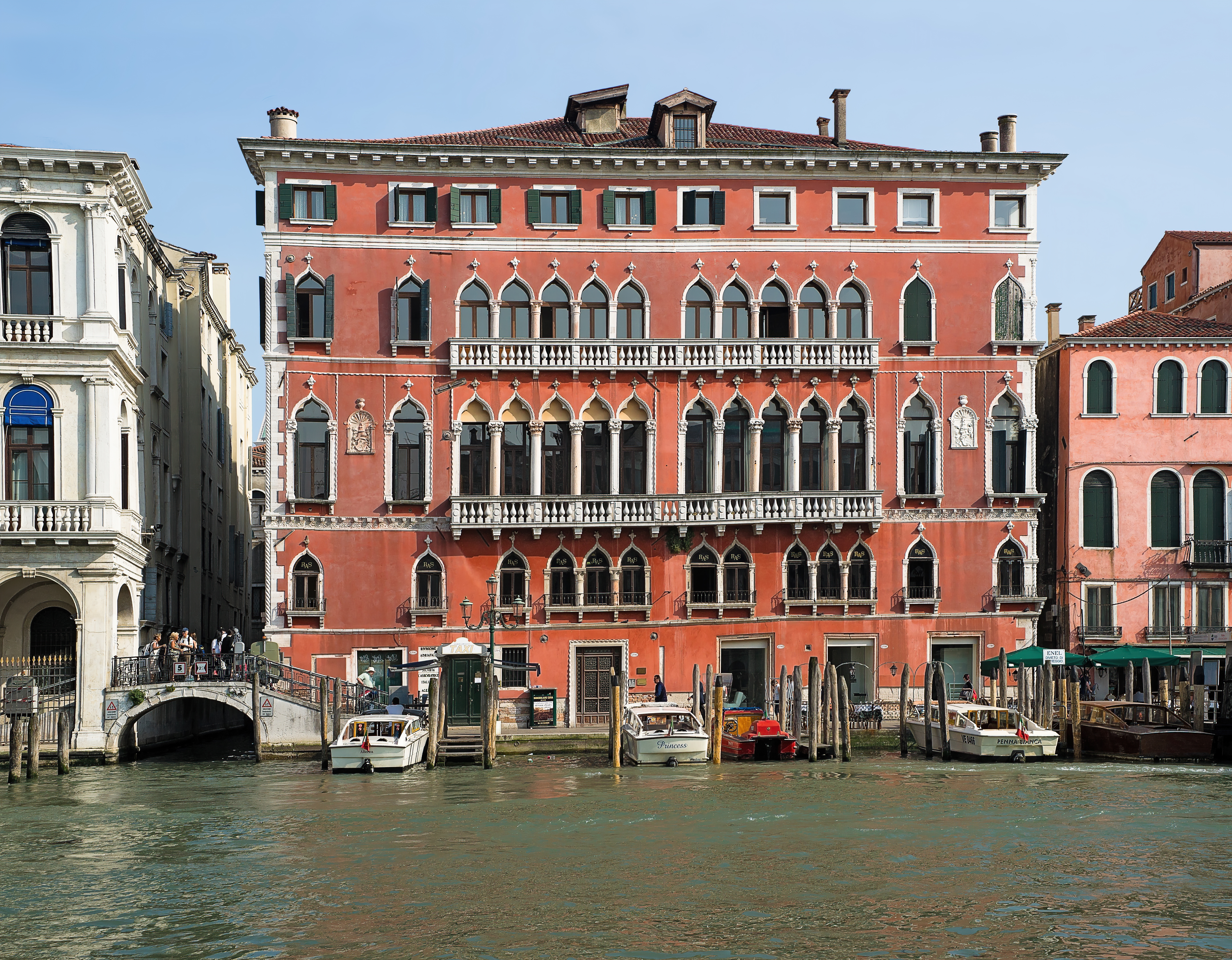
A Bembo-palota, itt lakott 1730-tól Vivaldi

A legnagyobb sikert az utolsó bemutató érte el. A Farnacét ezután bemutatták Prágában (1730) és valószínűleg Hamburgban is (1747). A Farnace volt az a Vivaldi-opera, amelyben először lépett fel Anna Girò. Ettől kezdve szinte valamennyi Vivaldi-operabemutató főszerepét ő énekelte el. Egyes feltételezések szerint a zeneszerző még Mantovában ismerte meg pártfogoltját, de mások úgy vélik, hogy Anna Girò is a Pietà növendéke volt. Anna francia származású volt, apja a kisiparosok legalacsonyabb kategóriába tartozott.
A Pietà egyik látogatója jegyezte fel a következőket: „…itt nem adnak fényes nevelést, de mindenki énekel, vannak szép hangúak is, mint a Pietà Anninája, aki most színházakban arat sikert, főleg a Sant'Angelóban”. Ez a feljegyzés vetette fel először a kérdést a kutatókban, hogy a Pietà Anninája azonos lehetett Anna Giròval. Az inkvizíció irattárából került elő egy másik irat, amelyben arról van szó, hogy egy bizonyos Giuseppe Ciachi tenorista ellen folyó eljárás keretén belül Annát is beidézték tanúnak, aki a Pietàban énekelt. Őt több kutató is azonosította Anna Giròval.
Az énekesnőt Vivaldi előbb színházi játékra, majd éneklésre tanította, végül 1724-ben elintézte, hogy felléphessen Velencében Albinoni Laodicea című operájának címszerepében. Kettőjük kapcsolata tovább mélyült, amikor Anna testvére, Paolina a zeneszerző ápolónője lett. A következő években Vivaldi szoros kapcsolatot ápolt a Girò nővérekkel, akik Velencében az ő házában laktak. Ez később alkalmat adott az egyházi hatóságoknak, hogy rosszallják Vivaldi túlságosan szívélyes barátságát az énekesnővel, akit Velencében csak l'amica del prete rossoként (a vörös pap barátnője) emlegettek. A Girò nővérekkel folytatott kapcsolata következtében meglehetősen kibővült a zeneszerző személye körüli támadó szóbeszéd, bár az is igaz, hogy a vörös papról már korábban is több pletyka terjedt Velencében. Még 1720-ban történt, hogy Edward Wright útleírásában eunuchnak nevezte a Pietà zeneszerzőjét.
Vivaldi egész életében beteges volt, és ekkor már közel járt ötvenedik életévéhez. Előrehaladott kora egyre több problémával járhatott együtt, így szüksége lehetett valakire, aki mellette van és gondját viseli, elsősorban ezért fogadhatta be házába a Girò nővéreket. Arról, hogy Anna a szeretője lett volna, ő maga sohasem beszélt, a feljegyzéseiben sem említette.

### Az utolsó velencei sikerek
1727-ben ismét Firenze rendelt operát Vivalditól a karneváli szezonra. A Teatro della Pergolában mutatták be az Ipermestrát. Ezután májusban Reggio volt egy Vivaldi operabemutató színhelye, aztán ősszel ismét a Sant’Angelo falai között csendült fel a mester legújabb alkotása, Orlando furioso (Őrjöngő Loránd) címen. Októberben Vivaldi a francia királyné tiszteletére komponált egy Te Deumot, amit személyesen vezényelt el a királyné előtt, majd 1727 januárjában ismét egy operabemutatója volt a Sant’Angelóban.
A zeneszerző ekkor már teljesen ura volt a Sant’Angelo színháznak. Olyan okirat azonban nem került elő, amely megvilágítaná Vivaldi és a színháztulajdonosok viszonyát. Ismeretes azonban egy olyan jegyzői lista, amely azoknak a hitelezőknek a nevét tartalmazza, akiknek jogaik vannak a Sant’Angelo, a San Moisè és a San Giovanni Grisostomo színházakkal szemben. Az irat szerint a hitelezőket a páholyok bérleti díjával elégítették ki. A névsorban többször is feltűnnek az N C, B M és A M monogramok. Ezekben nem nehéz ráismerni Nicolo Capello, Benedetto és Antonio Marcello nevére. Elképzelhető tehát, hogy Vivaldi és a Capello-Marcello család szabályos bérleti szerződést kötött, amelynek fejében meghatározott számú első- és másodosztályú páholy bérleti díja járt a hitelezőknek.
Még ez év szeptemberében egy bizonyos Conti apát levele beszámolt VI. Károly császár és Vivaldi találkozásáról. Az nem derül ki a szövegből, hogy pontosan hol találkoztak, de biztosan nem Velencében, mert egy magas rangú államfő látogatása nagy ünnepségek megrendezésével járt volna, ilyenekről pedig nem tudnak a történészek. VI. Károly tehát nagy valószínűség szerint nem járt Velencében, de ekkoriban az Adriai-tenger partján utazgatott, egy új kikötő építéséről gondolkodott Triesztben.

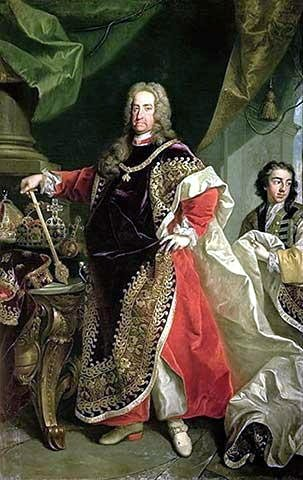
Martin van Mytens képe VI. Károly császáról

Conti apát szerint Vivaldi hosszasan beszélgetett a császárral Triesztről, a város zenei életéről. Elképzelhető, hogy ebben a kikötővárosban találkoztak. A császár tetszését megnyerte a zeneszerző: komoly pénzösszeggel, aranylánccal és éremmel jutalmazta a mestert, aki hálából VI. Károlynak ajánlotta következő, op. IX-es hegedűverseny gyűjteményét. Az op. 8-as gyűjtemény közben tovább járta diadalútját, és kiadták Párizsban is.
1729-ben újabb Vivaldi opus jelent meg: az op. 10-es gyűjtemény versenyműveket tartalmazott szólófuvolára, csembalóra és vonósokra. Májusban Giovanni Battista Vivaldi egyéves szabadságot kért, hogy elkísérhesse fiát a Német-római Birodalomba. Miután kérelmét elutasították, szeptember 30-án újból megpróbált egyéves szabadságot kérni. Arra hivatkozott, hogy fia beteges, gyenge, nem utazhat egyedül, kísérőre van szüksége. Bár név szerint nem említik a kérelmek, de valószínűleg Antonio Vivaldiról van szó. Hogy a birodalmon belül pontsan hova, milyen céllal utaztak, arról szintén nem tesz említést az idős zenész.
Nagy valószínűség szerint Bécsbe mentek, ahol talán VI. Károlyt is meglátogatták, de az 1730–1731-es utazás részleteiről semmi biztosat nem tudnak a kutatók. Elképzelhető, hogy Vivaldi Bécs után Prágába utazott, ahol bemutatták Agrippo című operáját. Aztán a következő év tavaszán újabb Vivaldi-opera került színre Prágában, Alvilda, Regina de Goti címen. Ettől kezdve egyre ritkulnak a zeneszerző életének felkutatható adatai. Mintha az öregedő mesterről egyre kevesebbet beszélnének.
Velencében két évig nem volt operabemutatója, de amint visszatért a városba 1731 végén, újból belevetette magát a munkába. Ismét megkomponált évente egy-két operát. Ezekben az években ért be színpadi művészete. Ezzel párhuzamosan concerto grossóival is elárasztotta Európát. Úgy érezte, hogy eljött az ideje annak, hogy valami igazán újat mondjon. Úgy gondolta, hogy ehhez rendelkezésére áll a Pietà. Az Itálián kívül publikált művei mellett még mintegy háromszor annyi darabja lehetett, amit nem szánt a nagy nyilvánosságnak. Ezeknek a műveknek a kronológiai sorrendjét gyakorlatilag lehetetlenség megállapítani.
Ezekben az években Veronában is lezajlott két operabemutatója, amelyek fényes sikerrel jártak. Közben Vivaldi lassan kiszorult a Sant’Angelo vezetőségéből. Fabrizio Brugnolo még 1729-ben került kapcsolatba a Marcello és Capello családokkal, az ő biztatásukkal kezdett a Sant’Angelo ügyeivel foglalkozni. Eleinte közönségszervező volt. Vivaldit valószínűleg Velencéből való távolléte alatt szorították ki a vezetőségből. De Vivaldi operái ezután is színre kerültek a színházban. 1733-ban zajlott le Motezuma, majd egy évvel később Az olimpia bemutatója.
Az 1733–1734-es évekből nem sok adat maradt fent a zeneszerzőről: csak opera bemutatóiról tudnak a kutatók. 1735-ben kezdődött meg együttműködése Carlo Goldonival, akit megbízott a Griselda Apostolo Zeno által írt librettójának átdolgozásával. Erre azért volt szükség, mert a zeneszerző már negyedszerre zenésítette meg a szövegkönyvet.

### Operabemutatók Ferrarában
1735. augusztus 5-én a Pietà ismét rendezni óhajtotta viszonyait a mesterrel. A szokásos kikötéseket tették ez alkalommal is: előírták, hogy Vivaldinak hangszeres zeneművekkel kell ellátnia az intézetet, kellő gyakorisággal kell részt vennie a lányok oktatásában, valamint biztosítania kell a zenei előadások megfelelő színvonalát. A vezetőség szemrehányóan utalt a zeneszerző utazásaira. Vivaldi szabadkozott: többet nem gondol rá, hogy külföldre utazik, de betegeskedései miatt, külön kocsipénzt kötött ki magának. Az iratok hangneme megváltozott. Vivaldinak többé nem járt ki az a tisztelet, mint ami pár évvel azelőtt. A Pietà 1735-ös határozata lényegében az 1723. évi nyilatkozat megerősítése: havonta két koncertet követeltek. A fennmaradt kéziratok alapján Vivaldi élete végéig eleget tett a kérésnek.
1736-ban nagy sikerrel mutatták be Firenzében Ginevra, principessa di Scozia (Ginevra, Skócia királynője) című operáját. A következő évben aztán már új tervek foglalkoztatták a zeneszerzőt: megkezdte előkészíteni ferrarai operabemutatóit. Sűrű levelezésbe kezdett Guido Bentivoglio d’Aragona márkival, akiben pártfogóra talált. Októberben a ferrarai nemesek a márki vezetésével megbízták Giuseppe Maria Bollani apátot a karneváli két operaelőadás előkészületeivel. Vivaldi és a márki levelei világították meg a kutatók számára a zeneszerző merész terveit.
A Ferrara számára készülő opera nem volt eredeti mű: a Catona in Utica (Cato Uticában) több zeneszerző művéből készített kompiláció. Ennek a bemutatója már december első felében lezajlott, s ezután a zeneszerző gyorsan nekilátott a következő opera megírásának a város számára. Egy december 26-án kelt levél már arról tudósít, hogy a Demetrio bemutatójára is sor került, és Vivaldi már a következő színpadi művet küldi a városba (Allessandro nelle Indie [Nagy Sándor Indiában] címmel).

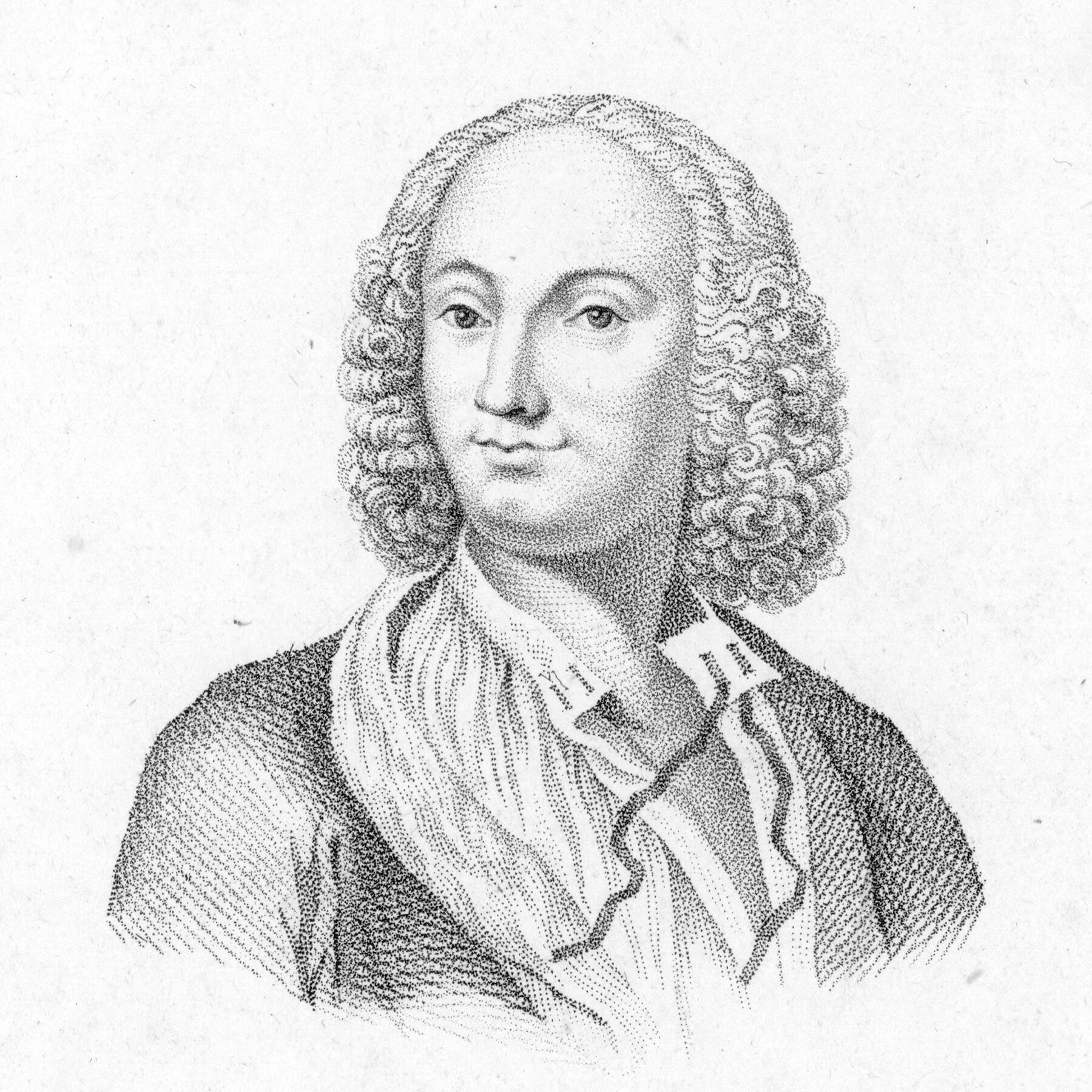
Vivaldi 1739 után

Ezután megromlott a viszony a zeneszerző és ferrarai impresszáriói között. Bollani minden bemutatott mű után rögtön újat követelt, Vivaldi pedig nem tudta tartani a tempót. A márkival váltott levelek rámutatnak Vivaldi kicsinyes üzleti stílusára is. Közben Veronában is bemutatták a Cato Uticában-t, az előadásra a szerző is elutazhatott.
Ezután ismét a márki közbenjárást kérte a ferrarai Bonacossi Színháznál bemutatandó két opera érdekében. Vivaldi végül elégedett lehetett, mert minden kívánsága teljesült a ferrarai bemutatókkal kapcsolatban, és szép hasznot fölözhetett le. Ekkor azonban váratlan fordulat történt. Már teljesen biztosnak látszott újabb operái ferrarai bemutatója, mikor beidézték a nunciatúrára.
Ferrara ekkoriban egyházi állam volt, és Ruffo kardinális egyre gyanakvóbb szemmel nézte Vivaldi tevékenységét. Ugyanis a zeneszerző pap volt, de nem misézett, ráadásul túlzott barátságba keveredett a Girò nővérekkel. Vivaldi természetesen egyből Bentivoglio márkihoz fordult. A határozat elsősorban anyagilag érintette, de erkölcsileg is megsemmisítő erejű lehetett. Bentivoglio márki végül felkereste Ruffo kardinálist. De az egyházi hatóságok kitartottak döntésük mellett, így az előadások végül elmaradtak. A tilalom egyértelműen annak a jele volt, hogy a zenész Vivaldit már kevésbé becsülték, zeneszerzői érdemei mellett nem voltak hajlandók többé elnézni életmódját. Tevékenységét azonban nem korlátozták, és vizsgálatot sem indítottak ellene.
Nem sokkal az incidens után Vivaldi Hollandiába utazott: amszterdami kiadója a családi vállalkozás, százéves fennállását ünnepelte, és ez alkalomból színházi előadásokat rendezett. Ezeknek a vezetésével a zeneszerzőt bízták meg. Vivaldi 1738. január 7-én egy operát és ünnepi kantátákat vezényelt Amszterdamban más szerzőktől, és egy saját concerto grossóját is bemutatta. Ebben az évben két operabemutatója volt Velencében.
Hazatérve Vivaldi a Károly Albert bajor választófejedelem testvére, Ferdinánd Mária Ince herceg előtt lépett fel, aki Velencébe utazván, ellátogatott a Pietába is. Az intézményben ekkor már több vezető szemében is nemkívánatos személy volt a Vörös pap. Ennek stiláris okai is lehettek: többen megemlékeztek leveleikben, feljegyzéseikben, hogy Vivaldi zenéje kiment a divatból, többé már nem volt rá kíváncsi a közönség. A Pietában több más szerző művét is játszották.
Júniusban Ruffo kardinális nyugalomba vonult. A zeneszerző úgy látta, hogy végre lesz esélye véghez vinni a ferrarai operabemutatókat. Újból felvette a kapcsolatot Bentivoglio márkival, és végül az 1739. évi ferrarai karneválon bemutatták a Siroe re di Persia (Siroe, Perzsia királya) című operáját, azonban a várt siker elmaradt. A Siroe csúfos bukás volt, amiért Vivaldi a csembalistát okolta, aki nem járt rendesen a próbákra, és képtelen volt normálisan kísérni a recitativókat. A márkit azonban nem hatotta meg a zeneszerző magyarázkodása, és a következő ferrarai Vivaldi-opera bemutatója ismét elmaradt.

### Utazás Bécsbe
1739 decemberében Frigyes Keresztély szász választófejedelem és testvére, Mária Amália látogatott a lagúnák városába. A köztársaság vezetői fényes ünnepségeket rendeztek a tiszteletükre. Ekkor még megkérték Vivaldit is, hogy vegyen részt a koncerteken, és tanítson be újabb művei közül néhányat a Pietà zenekarának. A következő év márciusában zenei versenyt rendeztek, ebben a három Ospedale zenészei mérték össze tudásukat. Ezután Frigyes Keresztély személyesen is meglátogatta a Pietàt. Vivaldi ebből az alkalomból egy hat szonátából álló gyűjtemény kéziratát adta az uralkodónak.
1740-ben volt még egy operabemutatója is Velencében, de a Pietàval már annyira elmérgesedett a viszonya, hogy az intézet végül megvált tőle: augusztus 29. után többé nem szerepel a neve az intézet Nottoriójában. Mivel egész életében szórta a pénzt, anyagi gondjai voltak. Sürgősen szüksége volt pénzre, ugyanis ekkor már elhatározta, hogy végleg elhagyja Velencét és Bécsbe utazik, ahol VI. Károlynak akarta felajánlani szolgálatait, ezért áruba bocsátotta kéziratait. Gyakorlatilag fillérekért adta el versenyművei, szonátái, operái paritúráját.

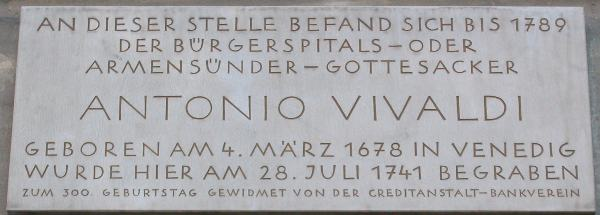
Az 1978-ban elhelyezett emléktábla Bécsben, ahol az a ház állt, amelyben Vivaldi meghalt

Hogy a mester mikor hagyta el Velencét és merre indult, nem lehet tudni, de valószínűleg egyenesen Bécsbe utazott, ahol még életben találta VI. Károlyt. Októberben azonban drámai fordulatot vettek az események: meghalt a császár, és mivel egyetlen utódja egy nő, Mária Terézia volt, kitört az osztrák örökösödési háború. Ez igénybe vette az állam minden energiáját, Vivaldinak pedig esélye sem volt jövedelmező zenészi állás megszerzésére. Ezért azt tervezte, hogy Drezdába utazik, hogy a szász udvarban próbáljon szerencsét, de közben megbetegedett, így nem tudott útra kelni, majd július 27-ről 28-ra virradó éjszakán, bélfertőzésben meghalt.
Hogy Bécs volt a zeneszerző életének utolsó állomása, az csak 1938-ban vált világossá a kutatók előtt. Ekkor került ugyanis elő Pietro Gradenigo velencei arisztokrata visszaemlékezéseinek kézirata, amelyben a következő sorok olvashatók: „Don Antonio Vivaldi abbé, hasonlíthatatlan hegedűs, akit a rőt papnak hívtak, és igen nagyra becsültek művei és koncertjei révén, életében több mint ötvenezer dukátot keresett, de mértéktelen pazarlása folytán szegényen halt meg Bécsben.”
Ez a bejegyzés késztette Rodolfo Gallo zenetörténészt, hogy Bécsbe utazzon,  és kutatni kezdjen a Vivaldi halálára vonatkozó dokumentumok után. Ő találta meg 1938-ban a Stephansdom halotti anyakönyvében és számadáskönyvében a zeneszerző halálára vonatkozó adatokat. Vivaldi temetése az akkori viszonyokhoz képest szegényes lehetett. A házat, amelyben a mester az utolsó napjait töltötte, 1858-ban lebontották, majd azt az ehhez közeli temetőt is megszüntették, ahol Vivaldi sírhelye is volt. A ház helyét, ahol a mester meghalt, 1978 óta emléktábla jelzi.

## Művészetének újrafelfedezése
1829. március 11-én, a fiatal Felix Mendelssohn Bartholdy elővette és előadatta Johann Sebastian Bach Máté-passióját. Ezzel kezdetét vette a Bach-reneszánsz. 1850-ben Hilgenfeld felfedezett a Bach-kéziratok között több csembalókoncertet, amelyek vonós versenyművek átiratai voltak. Elkezdett kutatni az eredeti concertók szerzője után, és végül négy versenymű esetében azonosította a darabok eredeti szerzőjeként Antonio Vivaldit. A következő évben a lipcsei Peters-cég kiadásában napvilágot látott a Bach-életmű sorozat 15. kötete, amely tartalmazta azt a 16 versenyművet, amelyek Vivaldi hegedűversenyek zongora(csembaló)verseny átiratai. A század hatvanas éveire már Bach 17 csembalóversenyét, négy orgonaversenyét, valamint egy négy csembalóra és zenekarra írt versenyművét tartották Vivaldi-feldolgozásnak.
1867-ben Julius Rühlmann további Bach-átiratok forrásait találta meg, ezek alapján írt Bach Vivaldihoz való viszonyáról, akivel kapcsolatban megállapította, hogy „allegrói tartalmatlanok”, valamint „adagiói nem elég dallamosak”. 1873-ban Philipp Spitta Bach-könyve aztán sokoldalúan mutatott rá Vivaldi Bachra gyakorolt hatásának sajátos jelenségére. Vivaldit tehát Bachnak köszönhetően fedezte fel az utókor. Ha a nagy német zeneszerző nem csodálja olasz kollégája művészetét és nem készít átiratokat egyes zeneműveiből, akkor ki tudja, mennyit kellett volna még várni a Vivaldi-művek újra felfedezésére.

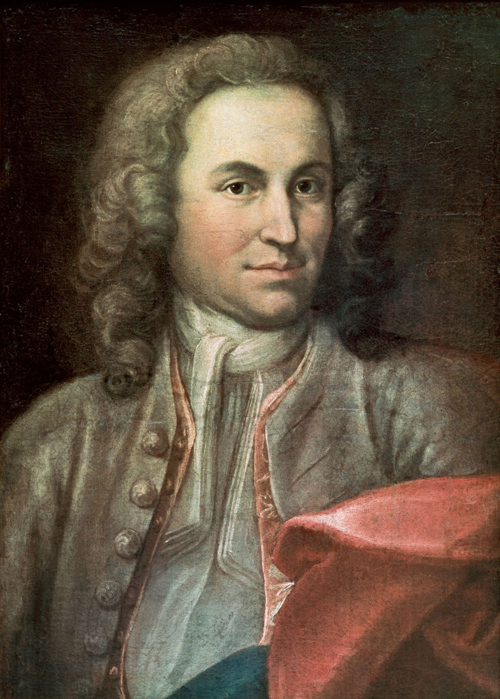
Johann Sebastian Bach, Vivaldi csodálója. A lipcsei mester sokat tanult olasz kollégájától

1905-ben Arnold Schering már Vivaldi operái kapcsán jegyzi meg egy könyvében, hogy sajnálatos, hogy ezen műveknek csak egyes áriáit ismerjük. Ekkor még úgy gondolták, hogy az összes Vivaldi-opera partitúrája megsemmisült az idők folyamán.
A váratlan és szerencsés fordulat a Vivaldi-életmű felkutatásában 1926-ban következett be. Ekkor a San Martinó-i Collegio San Carlo rektora, Monsignore Emanuel felkérte a torinói Nemzeti Könyvtárt, hogy becsüljön fel egy régi kottagyűjteményt. A gyűjteménytől a szerzetesek azért akartak megválni, hogy az érte kapott pénzből felújíthassák kolostorukat. A gyűjtemény 95 kötetből állt, ebből 14 kötet Vivaldi-műveket tartalmazott. A kéziratokat először Alberto Gentili zenetörténész nézte át, és egyből felismerte azok felbecsülhetetlen értékét. De azzal is tisztában volt, hogy a torinói könyvtárnak jelenleg nincs pénze a gyűjtemény megvásárlására, ezért annak érdekében, hogy az értékes kottatár ne jusson az antikváriusok kezére, megnyerte ügyének Roberto Foàt. Foà torinói bankár volt, és hajlandónak mutatkozott megvásárolni a gyűjteményt, majd elhunyt fia emlékének ajánlva, a torinói könyvtárnak adományozni. 1927. március 23-án a kormány megerősítette a vételt és az ajándékozást.
Gentili ezután kutatni kezdte Vivaldi munkásságát, és rámutatott a mester egyházzenéjének értékeire. Mivel hamar nyilvánvalóvá vált számára, hogy a gyűjtemény a mester műveinek csak egy részét tartalmazza, hozzálátott a további Vivaldi-művek felkutatásához. Az említett gyűjteményt még Giacomo Durazzo gróf adományozta a kis kolostornak, így Gentili a Durazzo család könyvtárában kezdett el kutatni. Itt újabb, nagy jelentőségű Vivaldi-partitúrákra bukkant.
1930-ban Giuseppe Maria Durazzo beleegyezett a könyvtárában talált kéziratok eladásába, amennyiben egy műpártoló megvásárolja és a könyvtárnak adományozza azokat. Gentili ezúttal egy textilgyárost nyert meg ügyének Filippo Giordano személyében. Megkötötték az adásvételi szerződést, és a két Vivaldi-gyűjteményt Collezione Mauro Foà e di Renzo Giordano címen egyesítették, ugyanis Giordanónak is volt egy elhunyt fia, akinek az emlékére adományozta a gyűjteményt a torinói könyvtárnak. Gentili kutatásai Vivaldi műveinek elképzelhetetlen mennyiségű áradatát hozták napvilágra: 300 versenymű, 19 opera, több operatöredék, egy oratórium és számos egyházzenei mű.
Vivaldi műveinek első katalógusát Olga Rudge készítette el, aki a sienai Chigi Akadémia titkárnője volt. Három évvel később már javában folytak az előkészületek a Vivaldi-művek előadásaira. A sienai hangverseny számára Alfredo Casella válogatta össze azokat a darabokat, amelyek véleménye szerint átfogó képet adnak a mester művészetéről. Durazzo márki azonban megtiltotta a könyvtárában előkerült kéziratok előadását és közlését. Ez több bonyodalomhoz vezetett és sokáig hátráltatta a torinói gyűjtemény nyilvánosságra hozatalát. Aztán nagy nehezen minden akadály elhárult az előadások elől, és Guido Chigi Saracini gróf (aki lelkes Vivaldi-mecénás lett) kezdeményezésére Sienában Vivaldi-hetet rendeztek. Szeptember 19-én sor került Az olimpia című opera előadására, Mortari átdolgozásában. A következő napon a mester négy egyházzenei művét adták elő, majd 1941-ben megszólaltatták a Juditha Triumphanst is.
A lelkes sienai kezdeményezéseknek a világháború vetett véget. Vivaldi összes műveinek modern kiadása a második világháború után megvalósult meg. A Vivaldi-kutatás egyik jeles képviselője volt Szabolcsi Bence is, aki 1947-ben fedezett fel Nápolyban egy addig ismeretlen Vivaldi-hegedűversenyt. Mára már Vivaldi művei nem ismeretlenek a nagyközönség előtt, a hanglemezkiadók pedig elárasztják a piacot műveinek felvételeivel.

## Munkássága

### Zenei stílusa
Vivaldi művészetének középpontjában a concerto műfaja állt, zenetörténeti jelentőségét is elsősorban a versenymű forma tökéletesítésének köszönheti. Az ő versenyműveiben a szólóhangszer már végig vezető szerepet játszva emelkedik ki a zenekarból: a bevezető tételekben a zene gyors sodrását követve, a lassú tételekben a főmotívumok kiemelésével, a záró tételekben pedig általában a zenei alapszövet tánclejtését hangsúlyozva. Ezzel a hármas tagolással meghatározta a versenyművek tételszámát és azok felépítését is. Eszerint a darabok három tételből állnak, két gyors tétel fog közre egy lassú tételt. Olykor azonban előfordult, hogy lassú bevezetővel indította műveit, illetve a lassú tétel szerepét csak egyfajta átvezető részre korlátozta a két gyors tétel között. A gyors tételek felépítését egyébként szonátaszerűen határozta meg.
A Vivaldi által tökéletesített szóló-koncert forma szólóhangszer és a zenekar váltakozó szakaszain alapul. A zenekari részek, a ritornellek készítik elő a szóló részeket és kommentálják is azokat. De Vivaldinál ez a forma sohasem vált mechanikus ismétléssé: mindig talált rá módot, hogy a ritornelleket más-más változatban szólaltassa meg. Bár elhíresült egy kritika, amit állítólag Igor Stravinsky mondott Vivaldiról: „mindössze egy hegedűversenyt írt, de azt többszázszor”.

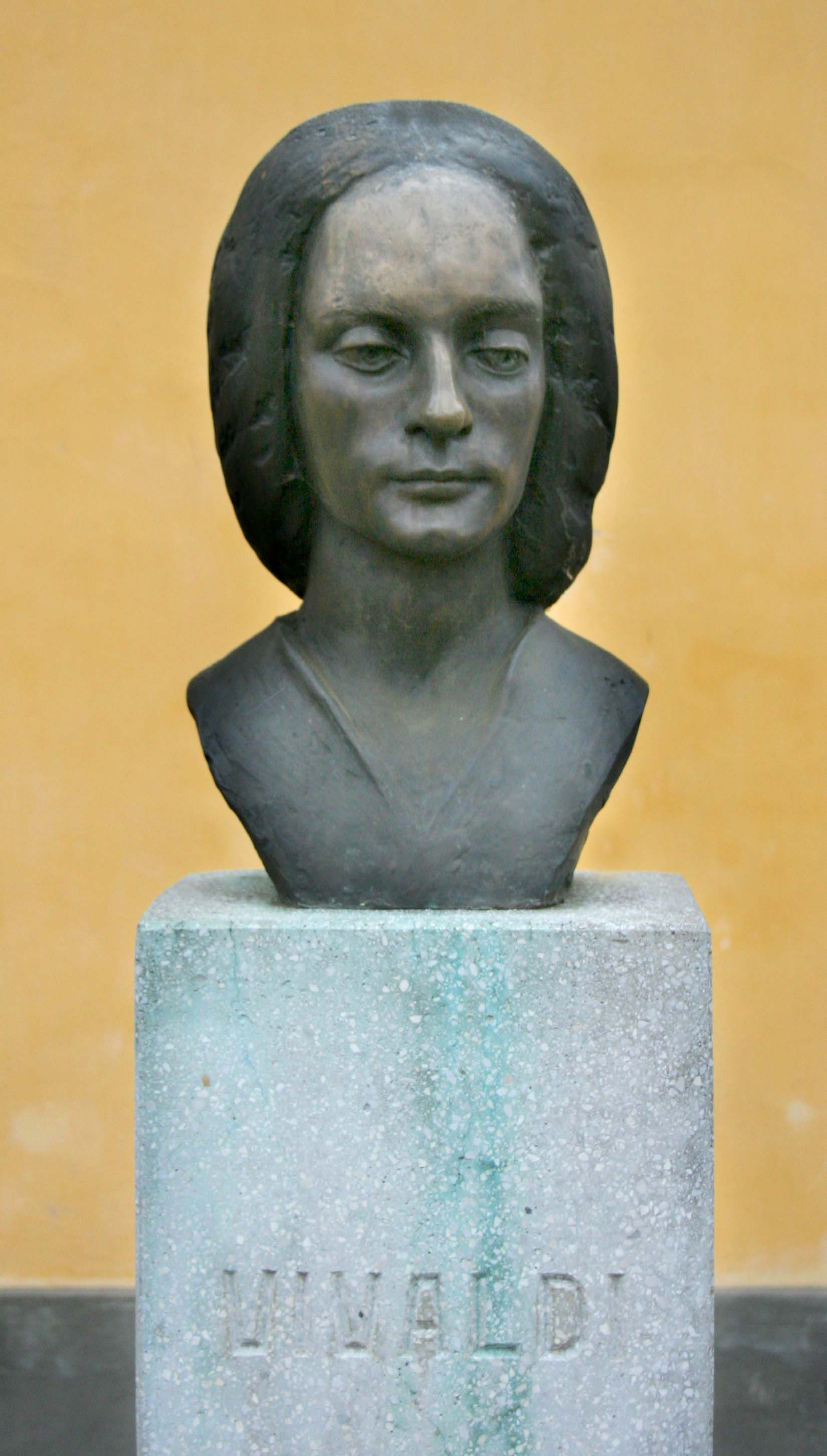
Vivaldi mellszobra Sárospatakon

A ritornell-formát nem ő találta ki, de ő alkalmazta először rendszeresen gyors tételeiben. Ennek a formai modellnek a lényege, hogy egy refrénszerű dallam visszatérései tematikailag szabad, hangnemváltó epizódokkal váltakoznak.
Nem Vivaldi az első a három tételes versenymű formanyelv alkalmazásában sem, de ő használta azt először rendszeresen. Ezáltal ő volt az, aki ellátta zeneszerző társait azokkal a szabályos formákkal, amelyek kialakítására ők is törekedtek. Követői a concerto többi alkalmi sajátosságát vitték tovább és tették normává. Johann Sebastian Bach például Vivaldiból kiindulva fejlesztette tovább a tematika egységesítésének technikáját.
Vivaldi rendkívül nagy tekintélyének a jele, hogy még olyan idős mesterek is megváltoztatták stílusuk bizonyos elemeit, miután megismerték műveit, mint Corelli vagy Albinoni. Azonban utánzói nem vették át Vivaldi stílusának egyik legsajátosabb jellemzőjét. Nála a ritornell-visszatérések fokozatosan rövidültek és egyre töredezettebbé váltak, míg az epizódok egyre hosszabbak lettek. Ez valószínűleg azért alakult így, mert kortársai a szimmetrikusabb formákat kedvelték.
Úgy látszik, Vivaldi komponálási módszere volt, hogy miután a nyitó tétel ritornell gondolatai megragadták a képzeletét, és szinte automatikusan visszatértek, más, ugyanilyen gazdag lehetőséget kínáló dallamok fölött átlépett és hagyta, hogy a ritornell szinte magától megrövidüljön. Olykor az is előfordult, hogy a ritornell újbóli leírása során különböző spontán, cél nélküli változtatások jelentek meg benne. A lassú tételekben általában leegyszerűsítve alkalmazta a ritornell formát, de olykor találkozhatunk bennük kétrészes vagy átkomponált (amikor nem észrevehető az átmenet a tételek között, az egyes tételek egybefolynak) szerkezettel is.
Vivaldi legnagyobb érdeme és sikereinek egyik titka tehát a rendszerezés volt: a már meglévő és ismert formaelemekből kialakította a concerto szabályos szerkezeti felépítését, keretbe foglalta annak ritmus-, dallam- és harmóniavilágát.
Vivaldira is jellemző, ami szinte minden 17–18. századi zeneszerzőre, hogy az új kifejezési eszközök mellett ismerte és alkalmazta is a régi zenei formanyelvet. Ez a régi, patetikus stílus a templomok légkörét idézi, és főleg a zeneszerző szonátáiban találkozhatunk vele.
Befejezésül meg kell jegyezni, hogy hangszeres zenéjében Vivaldi gátlástalanul kölcsönzött önmagától. Igen nagy számban találni olyan tételeket, amelyeket nemcsak az egyes műfajok esetében használt fel különböző műveiben újra és újra, hanem még más műfajokba is adoptált. Egyik szólószonátájának lassú tétele például megjelenik az egyik versenyművében is. Úgy látszik, hogy Vivaldi hajlamos volt korábbi műveinek átdolgozására, ha új célra gondolta azokat felhasználni, és nem valószínű, hogy véglegesnek tekintette volna bármelyik verziót.

### Vivaldi programzenéje
Mivel egészen a barokkig a zene egyenlő volt a vokális zeneművészettel, a 16. század második felében kialakultak bizonyos ritmikus, melodikus fordulatok, amelyek a szavak értelmezését szolgálták. Ezeket a mozdulatbeli vagy térbeli elemeket aztán leírták és tankönyvek formájában kiadták őket. Így alakult ki és vált tananyaggá a zeneretorika. Olasz szerzők által készített zeneretorikai könyvek nem kerültek elő, de az opera révén új zeneszerzői szótár jött létre arra, hogyan kell ábrázolni például az alvilágba való alászállást, a pásztori világot, a vihart vagy a hullámok csobogását.
Vivaldi harminchat éves korától kezdve évente egy-két operát írt, ami annyira hozzászoktathatta a zenei ábrázoláshoz, hogy szinte kézenfekvő, hogy bizonyos hangszeres műveit programcímekkel látta el. Ez más szerzőknél is előfordult, de a korszakból nem ismerünk még egy olyan mestert, akinek annyira jelentős helyet foglalt volna el a művészetében ez a megoldás, mint Vivaldi esetében.
Összesen huszonnyolc Vivaldi-koncert ismeretes külön címmel, amelyek közül hét az op. VIII-as, három pedig az op. X-es gyűjteményben jelent meg. Az, hogy ezek a művek a nyomtatásban megjelent Vivaldi-opusok között szerepelnek, amelyek nem sokkal egymást követve lettek publikálva, arra enged következtetni, hogy valamilyen stílusáramlatnak, divatnak akart velük eleget tenni a szerzőjük.
Egyes koncertek leíró jellegű címet viselnek, mások az eredeti előadókra utalnak, de előfordul az is, hogy a cím azt az ünnepet nevezi meg, amelyen a mű felhangzott. Bizonyos esetekben a cím egy-egy szokatlan technikai megoldásra utal. A L’ottavinában például valamennyi szólót a felső oktávban kell játszani. Más címek (L’inquietudine – A nyugtalanság) a műben uralkodó hangulatot fejezik ki. Több darab programatikus vagy hangutánzó címet visel. Ezeknek a programoknak az állandó elemei a ritornellekbe épültek bele, míg az egyes eseményeket individuális epizódok festik le. A lassú tételek általában statikus képeket jelenítenek meg, amelyekben Vivaldi ötletesen használta a hangszerelést a jelenetek egyes részleteinek megkülönböztetésére. A négy évszak Tavasz részében például egyidejűleg jelenik meg az alvó pásztor (szólóhegedű), a csörgedező patak (zenekari hegedűk) és az őrködő pásztorkutya (brácsa).

### Vokális zenéje
A zeneszerző egyházzenéjére nagy hatást gyakorolt a korszak operastílusa. Kórustételeiben meglepően sokszor jut a legérdekesebb dallam a hegedűknek, míg a kórus csak a háttérben deklamál. Az opera mellett persze a concerto hatás sem hiányzik. Az RV 598-as Beautis vir szélsőségesen kibontott ritornell-formában íródott: az énekes szólistákat az epizódokban halljuk, a kórus pedig felváltva tölti be a tutti és a szóló funkcióját.
Vivaldi egyházzenéjében nagyon szépen közvetítette a szöveg általános hangulatát, de az egyes szavak megzenésítése olykor elég gondatlan. Egyházzenéjét inkább az erőteljes zenei kifejezés, nem pedig a művészi finomság tette népszerűvé. Kantátái és serenátái nápolyi stílusban íródtak. Gerincüket két vagy több da capo ária egymásutánja alkotja, amelyekkel recitativók váltakoznak. Kantátáinak több mint a fele szólóhangra és continuóra íródott, a kor kedvelt sémáját követve. Drámai szempontból operáiban nem nyújtott többet, mint amit a korszak közönsége az általános konvenciókban gondolkodó mestertől elvárt. De a darabok zenéje éppolyan eleven és fantázia gazdag mint a szerző bármely más művében.
Egyik levelében Vivaldi azt írta, hogy kilencvennégy operát írt, de ma mindössze ötven operáját vagy annak töredékét, illetve elkallódását tudják dokumentálni a kutatók. Legjobb színpadi művei két korszakból származnak: pályája elejéről (Orlando finto pazzo, L’incoronazione di Dario stb.), valamint az 1720-as évekből (Orlando furioso, Farnace stb.). Különös, de ahogy Vivaldi egyre tapasztaltabb operaszerzővé vált, operáinak minősége úgy indult hanyatlásnak. Ennek elsősorban az volt az oka, hogy nem akart és nem is alkalmazkodott az 1720-as évek után az opera világában végbement változásokhoz. Mindenesetre együttesei úttörő jelentőségűek, és egészen egyedi és újszerű, ahogyan a szólóhangszereket a zenekari szövetbe ágyazta. Áriáiban nem ritka a rendkívüli erejű szövegfestés. Operái tele vannak a korabeli dramaturgiai sablonokkal és zenei megoldásokkal, de több jól sikerült és megkapó jellemábrázolással is találkozhatunk bennük.
Az operák esetében is előfordult, hogy olykor régebbi műveit dolgozta át, vagy más műveiből vett át részleteket, esetenként az egész darabot különböző szerzők operáiból vett részletekből ollózta össze (Catone in Utica, Rosmira fedele).

## Operáinak listája
| A mű címe                                                   | A mű címe                                                    | RV     | A librettó írója                    | A bemutató helyszíne           | A bemutatás éve | Megjegyzés                                                                               |
| Magyarul                                                    | Olaszul                                                      | RV     | A librettó írója                    | A bemutató helyszíne           | A bemutatás éve | Megjegyzés                                                                               |
| Ottone nyári rezidenciáján                                  | Ottone in villa                                              | 729    | Domenico Lalli                      | Vicenza – Teatro di Piazza     | 1713            |                                                                                          |
| Loránd, a színlelt őrült                                    | Orlando finto pazzo                                          | 727    | Grazio Braccioli                    | Velence – Sant'Angelo          | 1714            |                                                                                          |
| Néró császár lesz                                           | Nerone fatto Cesare                                          | 724    | Matteo Noris                        | Velence – Sant’Angelo          | 1715            | Több mint 12 szerző műve, csak 12 ária Vivaldié.                                         |
| Az állhatatosság győzelme                                   | La costanza trionfante                                       | 706    | Antonio Marchi                      | Velence – San Moisè            | 1716            | Artabano, re dei Parti (RV 701) repríze.                                                 |
| Arsilda, Pontus királynője                                  | Arsilda, regina di Ponto                                     | 700    | Domenico Lalli                      | Velence – Sant'Angelo          | 1716            |                                                                                          |
| Dareiosz megkoronázása                                      | L’incoronazione di Dario                                     | 719    | Adriano Morselli                    | Velence – Sant’Angelo          | 1717            |                                                                                          |
| Tieteberga                                                  | Tieteberga                                                   | 737    | Antonio Maria Lucchini              | Velence – San Moisè            | 1717            |                                                                                          |
| Artabanus, a parthusok királya                              | Artabano, re dei Parti                                       | 701    | Antonio Maria Lucchini              | Velence – San Moisè            | 1718            | A La costanza trionfante (RV 706) átdolgozása.                                           |
| Armida, Egyiptom táborában                                  | Armida al campo d'Egitto                                     | 699    | Giovanni Palazzi                    | Velence – San Moisè            | 1718            | Az 1. felvonás 2. áriája Leonardo Leo munkája, a partitúra töredékesen maradt fenn.      |
| Szkander bég                                                | Scanderbeg                                                   | 732    | Antonio Salvi                       | Firenze – Teatro della Pergola | 1718            |                                                                                          |
| Teuzzone                                                    | Teuzzone                                                     | 736    | Apostolo Zeno                       | Mantova – Teatro arciducale    | 1718            |                                                                                          |
| Titusz Manlius                                              | Tito Manlio                                                  | 738    | Matteo Noris                        | Mantova – teatro arciducale    | 1719            |                                                                                          |
| Candace, vagy az igazi barátok                              | La Candace o siano Li Veri Amici                             | 704    | Francesco Silvani és Domenico Lalli | Mantova – Teatro arciducale    | 1720            | A Li veri amici zenéje alapján.                                                          |
| Család bosszúból                                            | Gl’inganni per vendetta                                      | 720    | Giovanni Palazzi                    | Velence – San Moisè            | 1718            | Az Armida al campo d'Egitto (RV 699) átdolgozása.                                        |
| Az igazság harca                                            | La verità in cimento                                         | 739    | Giovanni Palazzi                    | Venise – teatro Sant’Angelo    | 1720            |                                                                                          |
| Fülöp, Macedónia királya                                    | Filippo, re di Macedonia                                     | 715    | Domenico Lalli                      | Venise – teatro Sant’Angelo    | 1720            | Kompiláció más szerzők műveiből.                                                         |
| Szilvia                                                     | La Silvia                                                    | 734    | Enrico Bissari                      | Milánó – a hercegi udvar       | 1721            |                                                                                          |
| Heraklész Termodontoszon                                    | Ercole sul Termodonte                                        | 710    | Giacomo Francesco Bussani           | Róma – Teatro Capranica        | 1723            |                                                                                          |
| Giustino                                                    | Il Giustino                                                  | 717    | Nicolò Beregan és Pietro Pariati    | Róma – Teatro Capranica        | 1724            |                                                                                          |
| Az erény győzelme a szerelmen és a gyűlöleten avagy Tigrane | La Virtù trionfante dell'Amore e dell'Odio ovvero il Tigrane | 740    | Francesco Silvani                   | Róma – Teatro Capranica        | 1724            | Csak a fennmaradt II. felvonás Vivaldi munkája, a többi kompiláció más szerzők műveiből. |
| A csalás győzelme a szerelemben                             | L’Inganno trionfante in amore                                | 721    | Matteo Noris                        | Velence – Sant’Angelo          | 1725            |                                                                                          |
| Cunegonda                                                   | Cunegonda                                                    | 707    | Agostino Piovene                    | Velence – Sant’Angelo          | 1726            |                                                                                          |
| Az elárult és megbosszult hit                               | La Fede tradita e vendicata                                  | 712    | Francesco Silvani                   | Velence – Sant’Angelo          | 1726            |                                                                                          |
| A megbüntetett zsarnokság                                   | La Tirannia castigata                                        | Anh 55 | Francesco Silvani                   | Prága – Sporck Színház         | 1726            |                                                                                          |
| Dorilla Tempében                                            | Dorilla in Tempe                                             | 709    | Antonio Maria Lucchini              | Velence – Sant’Angelo          | 1726            | Csak néhány ária Vivaldié, a többit Hasse, Giacomelli, Leo) operáiból emelte át.         |
| Ipermestra                                                  | Ipermestra                                                   | 722    | Antonio Salvi                       | Firenze – Teatro della Pergola | 1727            |                                                                                          |
| Farnace                                                     | Farnace                                                      | 711    | Antonio Maria Lucchini              | Velence – Sant’Angelo          | 1727            |                                                                                          |
| Siroè, Perzsia királya                                      | Siroè, Re di Persia                                          | 735    | Pietro Metastasio                   | Reggio – egy nyilvános színház | 1727            |                                                                                          |
| Őrjöngő Loránd                                              | Orlando furioso                                              | 728    | Grazio Braccioli                    | Velence – Sant’Angelo          | 1727            |                                                                                          |
| Rodilena és Oronta                                          | Rosilena ed Oronta                                           | 730    | Giovanni Palazzi                    | Velence – Sant’Angelo          | 1728            | Elveszett.                                                                               |
| Atenaide                                                    | L’Atenaide                                                   | 702    | Apostolo Zeno                       | Firenze – Teatro della Pergola | 1728            | Nagyrészt az Orlando furioso zenéje alapján.                                             |
| Argippo                                                     | Argippo                                                      | 697    | Domenico Lalli                      | Prága – Sporck színház         | 1730            |                                                                                          |
| Alvilda, Goti királynője                                    | Alvilda, Regina dei Goti                                     | 696    | Giulio Cesare Corradi               | Prága – Sporck Színház         | 1731            | Csak néhány ária Vivaldi munkája.                                                        |
| Semiramide                                                  | Semiramide                                                   | 733    | Francesco Silvani és Domenico Lalli | Mantova – Teatro arciducale    | 1731            |                                                                                          |
| A hűséges menyasszony                                       | La Fida Ninfa                                                | 714    | Francesco Scipione és S. Maffei     | Verona – Teatro filarmonico    | 1732            |                                                                                          |
| Doriclea                                                    | Doriclea                                                     | 708    | Antonio Marchi                      | Prága – Sporck színház         | 1732            | A La costanza trionfante (RV 706) zenéjének feldolgozása.                                |
| Motezuma                                                    | Motezuma                                                     | 723    | Girolamo Alvise Giusti              | Velence – Sant’Angelo          | 1733            |                                                                                          |
| Az olimpia                                                  | L’Olimpiade                                                  | 725    | Pietro Metastasio                   | Velence – Sant’Angelo          | 1734            |                                                                                          |
| Adelaide                                                    | L’Adelaide                                                   | 695    | Antonio Salvi                       | Verona – Teatro filarmonico    | 1735            |                                                                                          |
| Bajazid                                                     | Il Tamerlano (Bajazet)                                       | 703    | Agostino Piovene                    | Verona – Teatro filarmonico    | 1735            | Kompiláció más szerzők műveiből                                                          |
| Griselda                                                    | La Griselda                                                  | 718    | Apostolo Zeno és Carlo Goldoni      | Velence – San Samuele színház  | 1735            |                                                                                          |
| Aristide                                                    | Aristide                                                     | 698    | Carlo Goldoni                       | Velence – San Samuele színház  | 1735            |                                                                                          |
| Ginevra, Skócia hercegnője                                  | Ginevra, Principessa di Scozia                               | 716    | Antonio Salvi                       | Firenze – Teatro della Pergola | 1736            |                                                                                          |
| Cato Uticában                                               | Catone in Utica                                              | 705    | Pietro Metastasio                   | Verona – Teatro filarmonico    | 1737            |                                                                                          |
| Messenia orákuluma                                          | L’Oracolo in Messenia                                        | 726    | Apostolo Zeno                       | Velence – Sant’Angelo          | 1737            |                                                                                          |
| A hűséges Rosmira                                           | Rosmira fedele                                               | 731    | Silvio Stampiglia                   | Velence – Sant’Angelo          | 1738            | Kompiláció más szerzők műveiből                                                          |
| Feraspe                                                     | Feraspe                                                      | 713    | Francesco Silvani                   | Velence – Sant’Angelo          | 1739            |                                                                                          |

## Meghallgatható felvételek
- Nem tudod lejátszani a fájlt? Olvasd el a Wikipédia:Médiafájlok lapot.